# Incontri della nazionale femminile di pallacanestro dell'Italia 1930-1990
Cronologia degli incontri partite della nazionale femminile di pallacanestro dell'Italia dal 1930 al 1990.

## 1930-1940

### 1930
| Cronologia completa delle presenze e dei punti in Nazionale - Italia | Cronologia completa delle presenze e dei punti in Nazionale - Italia | Cronologia completa delle presenze e dei punti in Nazionale - Italia | Cronologia completa delle presenze e dei punti in Nazionale - Italia | Cronologia completa delle presenze e dei punti in Nazionale - Italia | Cronologia completa delle presenze e dei punti in Nazionale - Italia | Cronologia completa delle presenze e dei punti in Nazionale - Italia | Cronologia completa delle presenze e dei punti in Nazionale - Italia |
| Data                                                                 | Città                                                                | In casa                                                              | Risultato                                                            | Ospiti                                                               | Competizione                                                         | Punti                                                                | Note                                                                 |
| -------------------------------------------------------------------- | -------------------------------------------------------------------- | -------------------------------------------------------------------- | -------------------------------------------------------------------- | -------------------------------------------------------------------- | -------------------------------------------------------------------- | -------------------------------------------------------------------- | -------------------------------------------------------------------- |
| 13-4-1930                                                            | Nizza                                                                | Francia                                                              | 34 - 8                                                               | Italia                                                               | Amichevole                                                           | -                                                                    | [ 2 ]                                                                |
| Totale                                                               |                                                                      | Presenze                                                             | 1                                                                    |                                                                      | Punti                                                                |                                                                      |                                                                      |

### 1938
| Cronologia completa delle presenze e dei punti in Nazionale - Italia | Cronologia completa delle presenze e dei punti in Nazionale - Italia | Cronologia completa delle presenze e dei punti in Nazionale - Italia | Cronologia completa delle presenze e dei punti in Nazionale - Italia | Cronologia completa delle presenze e dei punti in Nazionale - Italia | Cronologia completa delle presenze e dei punti in Nazionale - Italia | Cronologia completa delle presenze e dei punti in Nazionale - Italia | Cronologia completa delle presenze e dei punti in Nazionale - Italia |
| Data                                                                 | Città                                                                | In casa                                                              | Risultato                                                            | Ospiti                                                               | Competizione                                                         | Punti                                                                | Note                                                                 |
| -------------------------------------------------------------------- | -------------------------------------------------------------------- | -------------------------------------------------------------------- | -------------------------------------------------------------------- | -------------------------------------------------------------------- | -------------------------------------------------------------------- | -------------------------------------------------------------------- | -------------------------------------------------------------------- |
| 12-10-1938                                                           | Roma                                                                 | Italia                                                               | 21 - 23                                                              | Lituania                                                             | EuroBasket 1938 - Girone unico                                       | -                                                                    | [ 3 ]                                                                |
| 13-10-1938                                                           | Roma                                                                 | Italia                                                               | 27 - 19                                                              | Polonia                                                              | EuroBasket 1938 - Girone unico                                       | -                                                                    | [ 4 ]                                                                |
| 15-10-1938                                                           | Roma                                                                 | Italia                                                               | 59 - 8                                                               | Svizzera                                                             | EuroBasket 1938 - Girone unico                                       | -                                                                    | [ 4 ]                                                                |
| 16-10-1938                                                           | Roma                                                                 | Italia                                                               | 34 - 18                                                              | Francia                                                              | EuroBasket 1938 - Girone unico                                       | -                                                                    | [ 4 ]                                                                |
| Totale                                                               |                                                                      | Presenze                                                             | 4                                                                    |                                                                      | Punti                                                                |                                                                      |                                                                      |

## 1941-1950

### 1942
| Cronologia completa delle presenze e dei punti in Nazionale - Italia | Cronologia completa delle presenze e dei punti in Nazionale - Italia | Cronologia completa delle presenze e dei punti in Nazionale - Italia | Cronologia completa delle presenze e dei punti in Nazionale - Italia | Cronologia completa delle presenze e dei punti in Nazionale - Italia | Cronologia completa delle presenze e dei punti in Nazionale - Italia | Cronologia completa delle presenze e dei punti in Nazionale - Italia | Cronologia completa delle presenze e dei punti in Nazionale - Italia |
| Data                                                                 | Città                                                                | In casa                                                              | Risultato                                                            | Ospiti                                                               | Competizione                                                         | Punti                                                                | Note                                                                 |
| -------------------------------------------------------------------- | -------------------------------------------------------------------- | -------------------------------------------------------------------- | -------------------------------------------------------------------- | -------------------------------------------------------------------- | -------------------------------------------------------------------- | -------------------------------------------------------------------- | -------------------------------------------------------------------- |
| 2-8-1942                                                             | Genova                                                               | Italia                                                               | 27 - 18                                                              | Ungheria                                                             | Amichevole                                                           | -                                                                    | [ 4 ]                                                                |
| Totale                                                               |                                                                      | Presenze                                                             | 1                                                                    |                                                                      | Punti                                                                |                                                                      |                                                                      |

### 1948
| Cronologia completa delle presenze e dei punti in Nazionale - Italia | Cronologia completa delle presenze e dei punti in Nazionale - Italia | Cronologia completa delle presenze e dei punti in Nazionale - Italia | Cronologia completa delle presenze e dei punti in Nazionale - Italia | Cronologia completa delle presenze e dei punti in Nazionale - Italia | Cronologia completa delle presenze e dei punti in Nazionale - Italia | Cronologia completa delle presenze e dei punti in Nazionale - Italia | Cronologia completa delle presenze e dei punti in Nazionale - Italia |
| Data                                                                 | Città                                                                | In casa                                                              | Risultato                                                            | Ospiti                                                               | Competizione                                                         | Punti                                                                | Note                                                                 |
| -------------------------------------------------------------------- | -------------------------------------------------------------------- | -------------------------------------------------------------------- | -------------------------------------------------------------------- | -------------------------------------------------------------------- | -------------------------------------------------------------------- | -------------------------------------------------------------------- | -------------------------------------------------------------------- |
| 9-1-1948                                                             | Parigi                                                               | Francia                                                              | 35 - 22                                                              | Italia                                                               | Amichevole                                                           | -                                                                    | [ 4 ]                                                                |
| Totale                                                               |                                                                      | Presenze                                                             | 1                                                                    |                                                                      | Punti                                                                |                                                                      |                                                                      |

### 1949
| Cronologia completa delle presenze e dei punti in Nazionale - Italia | Cronologia completa delle presenze e dei punti in Nazionale - Italia | Cronologia completa delle presenze e dei punti in Nazionale - Italia | Cronologia completa delle presenze e dei punti in Nazionale - Italia | Cronologia completa delle presenze e dei punti in Nazionale - Italia | Cronologia completa delle presenze e dei punti in Nazionale - Italia | Cronologia completa delle presenze e dei punti in Nazionale - Italia | Cronologia completa delle presenze e dei punti in Nazionale - Italia |
| Data                                                                 | Città                                                                | In casa                                                              | Risultato                                                            | Ospiti                                                               | Competizione                                                         | Punti                                                                | Note                                                                 |
| -------------------------------------------------------------------- | -------------------------------------------------------------------- | -------------------------------------------------------------------- | -------------------------------------------------------------------- | -------------------------------------------------------------------- | -------------------------------------------------------------------- | -------------------------------------------------------------------- | -------------------------------------------------------------------- |
| 20-3-1949                                                            | Modena                                                               | Italia                                                               | 12 - 30                                                              | Francia                                                              | Amichevole                                                           | -                                                                    | [ 4 ]                                                                |
| Totale                                                               |                                                                      | Presenze                                                             | 1                                                                    |                                                                      | Punti                                                                |                                                                      |                                                                      |

### 1950
| Cronologia completa delle presenze e dei punti in Nazionale - Italia | Cronologia completa delle presenze e dei punti in Nazionale - Italia | Cronologia completa delle presenze e dei punti in Nazionale - Italia | Cronologia completa delle presenze e dei punti in Nazionale - Italia | Cronologia completa delle presenze e dei punti in Nazionale - Italia | Cronologia completa delle presenze e dei punti in Nazionale - Italia | Cronologia completa delle presenze e dei punti in Nazionale - Italia | Cronologia completa delle presenze e dei punti in Nazionale - Italia |
| Data                                                                 | Città                                                                | In casa                                                              | Risultato                                                            | Ospiti                                                               | Competizione                                                         | Punti                                                                | Note                                                                 |
| -------------------------------------------------------------------- | -------------------------------------------------------------------- | -------------------------------------------------------------------- | -------------------------------------------------------------------- | -------------------------------------------------------------------- | -------------------------------------------------------------------- | -------------------------------------------------------------------- | -------------------------------------------------------------------- |
| 2-1-1950                                                             | Nizza                                                                | Francia                                                              | 18 - 21                                                              | Italia                                                               | Amichevole                                                           | -                                                                    |                                                                      |
| 14-5-1950                                                            | Budapest                                                             | Italia                                                               | 71 - 17                                                              | Paesi Bassi                                                          | EuroBasket 1950 - Turno Preliminare Gruppo C                         | -                                                                    |                                                                      |
| 15-5-1950                                                            | Budapest                                                             | Italia                                                               | 34 - 40                                                              | Cecoslovacchia                                                       | EuroBasket 1950 - Turno Preliminare Gruppo C                         | -                                                                    |                                                                      |
| 16-5-1950                                                            | Budapest                                                             | Italia                                                               | 61 - 18                                                              | Svizzera                                                             | EuroBasket 1950 - Turno Preliminare Gruppo C                         | -                                                                    |                                                                      |
| 17-5-1950                                                            | Budapest                                                             | Italia                                                               | 39 - 20                                                              | Polonia                                                              | EuroBasket 1950 - Girone finale                                      | -                                                                    |                                                                      |
| 18-5-1950                                                            | Budapest                                                             | Ungheria                                                             | 29 - 28                                                              | Italia                                                               | EuroBasket 1950 - Girone finale                                      | -                                                                    |                                                                      |
| 19-5-1950                                                            | Budapest                                                             | Unione Sovietica                                                     | 65 - 16                                                              | Italia                                                               | EuroBasket 1950 - Girone finale                                      | -                                                                    |                                                                      |
| 20-5-1950                                                            | Budapest                                                             | Francia                                                              | 63 - 51                                                              | Italia                                                               | EuroBasket 1950 - Girone finale                                      | -                                                                    |                                                                      |
| Totale                                                               |                                                                      | Presenze                                                             | 8                                                                    |                                                                      | Punti                                                                |                                                                      |                                                                      |

## 1951-1960

### 1951
| Cronologia completa delle presenze e dei punti in Nazionale - Italia | Cronologia completa delle presenze e dei punti in Nazionale - Italia | Cronologia completa delle presenze e dei punti in Nazionale - Italia | Cronologia completa delle presenze e dei punti in Nazionale - Italia | Cronologia completa delle presenze e dei punti in Nazionale - Italia | Cronologia completa delle presenze e dei punti in Nazionale - Italia | Cronologia completa delle presenze e dei punti in Nazionale - Italia | Cronologia completa delle presenze e dei punti in Nazionale - Italia |
| Data                                                                 | Città                                                                | In casa                                                              | Risultato                                                            | Ospiti                                                               | Competizione                                                         | Punti                                                                | Note                                                                 |
| -------------------------------------------------------------------- | -------------------------------------------------------------------- | -------------------------------------------------------------------- | -------------------------------------------------------------------- | -------------------------------------------------------------------- | -------------------------------------------------------------------- | -------------------------------------------------------------------- | -------------------------------------------------------------------- |
| 3-3-1951                                                             | Bruxelles                                                            | Belgio                                                               | 41 - 54                                                              | Italia                                                               | Amichevole                                                           | -                                                                    |                                                                      |
| 24-3-1951                                                            | Bari                                                                 | Italia                                                               | 45 - 36                                                              | Francia                                                              | Amichevole                                                           | -                                                                    |                                                                      |
| 3-6-1951                                                             | Nizza                                                                | Paesi Bassi                                                          | 32 - 47                                                              | Italia                                                               | Torneo amichevole                                                    | -                                                                    |                                                                      |
| 5-6-1951                                                             | Nizza                                                                | Belgio                                                               | 40 - 41                                                              | Italia                                                               | Torneo amichevole                                                    | -                                                                    |                                                                      |
| 6-6-1951                                                             | Nizza                                                                | Austria                                                              | 18 - 25                                                              | Italia                                                               | Torneo amichevole                                                    | -                                                                    |                                                                      |
| 7-6-1951                                                             | Nizza                                                                | Svizzera                                                             | 19 - 49                                                              | Italia                                                               | Torneo amichevole                                                    | -                                                                    |                                                                      |
| 10-6-1951                                                            | Nizza                                                                | Francia                                                              | 44 - 38                                                              | Italia                                                               | Torneo amichevole                                                    | -                                                                    |                                                                      |
| Totale                                                               |                                                                      | Presenze                                                             | 7                                                                    |                                                                      | Punti                                                                |                                                                      |                                                                      |

### 1952
| Cronologia completa delle presenze e dei punti in Nazionale - Italia | Cronologia completa delle presenze e dei punti in Nazionale - Italia | Cronologia completa delle presenze e dei punti in Nazionale - Italia | Cronologia completa delle presenze e dei punti in Nazionale - Italia | Cronologia completa delle presenze e dei punti in Nazionale - Italia | Cronologia completa delle presenze e dei punti in Nazionale - Italia | Cronologia completa delle presenze e dei punti in Nazionale - Italia | Cronologia completa delle presenze e dei punti in Nazionale - Italia |
| Data                                                                 | Città                                                                | In casa                                                              | Risultato                                                            | Ospiti                                                               | Competizione                                                         | Punti                                                                | Note                                                                 |
| -------------------------------------------------------------------- | -------------------------------------------------------------------- | -------------------------------------------------------------------- | -------------------------------------------------------------------- | -------------------------------------------------------------------- | -------------------------------------------------------------------- | -------------------------------------------------------------------- | -------------------------------------------------------------------- |
| 5-3-1952                                                             | Bordeaux                                                             | Francia                                                              | 56 - 41                                                              | Italia                                                               | Amichevole                                                           | -                                                                    | [ 5 ]                                                                |
| 29-3-1952                                                            | Bologna                                                              | Italia                                                               | 56 - 29                                                              | Belgio                                                               | Amichevole                                                           | -                                                                    |                                                                      |
| 18-5-1952                                                            | Mosca                                                                | Italia                                                               | 18 - 58                                                              | Ungheria                                                             | EuroBasket 1952 - Turno Preliminare Gruppo B                         | -                                                                    | [ 6 ]                                                                |
| 19-5-1952                                                            | Mosca                                                                | Italia                                                               | 50 - 24                                                              | Austria                                                              | EuroBasket 1952 - Turno Preliminare Gruppo B                         | -                                                                    | [ 7 ]                                                                |
| 20-5-1952                                                            | Mosca                                                                | Italia                                                               | 60 - 28                                                              | Finlandia                                                            | EuroBasket 1952 - Turno Preliminare Gruppo B                         | -                                                                    | [ 8 ]                                                                |
| 22-5-1952                                                            | Mosca                                                                | Polonia                                                              | 42 - 35                                                              | Italia                                                               | EuroBasket 1952 - Girone finale Gruppo 2                             | -                                                                    | [ 9 ]                                                                |
| 23-5-1952                                                            | Mosca                                                                | Italia                                                               | 45 - 50                                                              | Bulgaria                                                             | EuroBasket 1952 - Girone finale Gruppo 2                             | -                                                                    | [ 10 ]                                                               |
| Totale                                                               |                                                                      | Presenze                                                             | 7                                                                    |                                                                      | Punti                                                                |                                                                      |                                                                      |

### 1953
| Cronologia completa delle presenze e dei punti in Nazionale - Italia | Cronologia completa delle presenze e dei punti in Nazionale - Italia | Cronologia completa delle presenze e dei punti in Nazionale - Italia | Cronologia completa delle presenze e dei punti in Nazionale - Italia | Cronologia completa delle presenze e dei punti in Nazionale - Italia | Cronologia completa delle presenze e dei punti in Nazionale - Italia | Cronologia completa delle presenze e dei punti in Nazionale - Italia | Cronologia completa delle presenze e dei punti in Nazionale - Italia |
| Data                                                                 | Città                                                                | In casa                                                              | Risultato                                                            | Ospiti                                                               | Competizione                                                         | Punti                                                                | Note                                                                 |
| -------------------------------------------------------------------- | -------------------------------------------------------------------- | -------------------------------------------------------------------- | -------------------------------------------------------------------- | -------------------------------------------------------------------- | -------------------------------------------------------------------- | -------------------------------------------------------------------- | -------------------------------------------------------------------- |
| 10-1-1953                                                            | Bruxelles                                                            | Belgio                                                               | 41 - 43                                                              | Italia                                                               | Amichevole                                                           | -                                                                    |                                                                      |
| 13-5-1953                                                            | Belgrado                                                             | Belgio                                                               | 38 - 49                                                              | Italia                                                               | Torneo amichevole                                                    | -                                                                    | [ 11 ]                                                               |
| 14-6-1953                                                            | Belgrado                                                             | Austria                                                              | 22 - 69                                                              | Italia                                                               | Torneo amichevole                                                    | -                                                                    | [ 11 ]                                                               |
| 14-6-1953                                                            | Belgrado                                                             | Svizzera                                                             | 26 - 72                                                              | Italia                                                               | Torneo amichevole                                                    | -                                                                    | [ 11 ]                                                               |
| 15-6-1953                                                            | Belgrado                                                             | Jugoslavia                                                           | 45 - 43 dts                                                          | Italia                                                               | Torneo amichevole                                                    | -                                                                    | [ 12 ]                                                               |
| Totale                                                               |                                                                      | Presenze                                                             | 5                                                                    |                                                                      | Punti                                                                |                                                                      |                                                                      |

### 1954
| Cronologia completa delle presenze e dei punti in Nazionale - Italia | Cronologia completa delle presenze e dei punti in Nazionale - Italia | Cronologia completa delle presenze e dei punti in Nazionale - Italia | Cronologia completa delle presenze e dei punti in Nazionale - Italia | Cronologia completa delle presenze e dei punti in Nazionale - Italia | Cronologia completa delle presenze e dei punti in Nazionale - Italia | Cronologia completa delle presenze e dei punti in Nazionale - Italia | Cronologia completa delle presenze e dei punti in Nazionale - Italia |
| Data                                                                 | Città                                                                | In casa                                                              | Risultato                                                            | Ospiti                                                               | Competizione                                                         | Punti                                                                | Note                                                                 |
| -------------------------------------------------------------------- | -------------------------------------------------------------------- | -------------------------------------------------------------------- | -------------------------------------------------------------------- | -------------------------------------------------------------------- | -------------------------------------------------------------------- | -------------------------------------------------------------------- | -------------------------------------------------------------------- |
| 6-3-1954                                                             | Napoli                                                               | Italia                                                               | 51 - 50                                                              | Belgio                                                               | Amichevole                                                           | -                                                                    |                                                                      |
| 4-6-1954                                                             | Belgrado                                                             | Italia                                                               | 52 - 50                                                              | Ungheria                                                             | EuroBasket 1954 - Turno Preliminare Gruppo A                         | -                                                                    |                                                                      |
| 5-6-1954                                                             | Belgrado                                                             | Francia                                                              | 51 - 41                                                              | Italia                                                               | EuroBasket 1954 - Turno Preliminare Gruppo A                         | -                                                                    |                                                                      |
| 6-6-1954                                                             | Belgrado                                                             | Italia                                                               | 38 - 20                                                              | Austria                                                              | EuroBasket 1954 - Turno Preliminare Gruppo A                         | -                                                                    |                                                                      |
| 7-6-1954                                                             | Belgrado                                                             | Italia                                                               | 57 - 34                                                              | Danimarca                                                            | EuroBasket 1954 - Fase finale Gruppo 7º-10º posto                    | -                                                                    |                                                                      |
| 10-6-1954                                                            | Belgrado                                                             | Italia                                                               | 73 - 24                                                              | Austria                                                              | EuroBasket 1954 - Fase finale Gruppo 7º-10º posto                    | -                                                                    |                                                                      |
| 11-6-1954                                                            | Belgrado                                                             | Italia                                                               | 60 - 35                                                              | Germania Ovest                                                       | EuroBasket 1954 - Fase finale Gruppo 7º-10º posto                    | -                                                                    |                                                                      |
| Totale                                                               |                                                                      | Presenze                                                             | 7                                                                    |                                                                      | Punti                                                                |                                                                      |                                                                      |

### 1955
| Cronologia completa delle presenze e dei punti in Nazionale - Italia | Cronologia completa delle presenze e dei punti in Nazionale - Italia | Cronologia completa delle presenze e dei punti in Nazionale - Italia | Cronologia completa delle presenze e dei punti in Nazionale - Italia | Cronologia completa delle presenze e dei punti in Nazionale - Italia | Cronologia completa delle presenze e dei punti in Nazionale - Italia | Cronologia completa delle presenze e dei punti in Nazionale - Italia | Cronologia completa delle presenze e dei punti in Nazionale - Italia |
| Data                                                                 | Città                                                                | In casa                                                              | Risultato                                                            | Ospiti                                                               | Competizione                                                         | Punti                                                                | Note                                                                 |
| -------------------------------------------------------------------- | -------------------------------------------------------------------- | -------------------------------------------------------------------- | -------------------------------------------------------------------- | -------------------------------------------------------------------- | -------------------------------------------------------------------- | -------------------------------------------------------------------- | -------------------------------------------------------------------- |
| 8-12-1955                                                            | Pavia                                                                | Italia                                                               | 50 - 43                                                              | Francia                                                              | Amichevole                                                           | -                                                                    | [ 13 ]                                                               |
| Totale                                                               |                                                                      | Presenze                                                             | 1                                                                    |                                                                      | Punti                                                                |                                                                      |                                                                      |

### 1956
| Cronologia completa delle presenze e dei punti in Nazionale - Italia | Cronologia completa delle presenze e dei punti in Nazionale - Italia | Cronologia completa delle presenze e dei punti in Nazionale - Italia | Cronologia completa delle presenze e dei punti in Nazionale - Italia | Cronologia completa delle presenze e dei punti in Nazionale - Italia | Cronologia completa delle presenze e dei punti in Nazionale - Italia | Cronologia completa delle presenze e dei punti in Nazionale - Italia | Cronologia completa delle presenze e dei punti in Nazionale - Italia |
| Data                                                                 | Città                                                                | In casa                                                              | Risultato                                                            | Ospiti                                                               | Competizione                                                         | Punti                                                                | Note                                                                 |
| -------------------------------------------------------------------- | -------------------------------------------------------------------- | -------------------------------------------------------------------- | -------------------------------------------------------------------- | -------------------------------------------------------------------- | -------------------------------------------------------------------- | -------------------------------------------------------------------- | -------------------------------------------------------------------- |
| 22-4-1956                                                            | Vienna                                                               | Austria                                                              | 34 - 54                                                              | Italia                                                               | Amichevole                                                           | -                                                                    |                                                                      |
| 25-4-1956                                                            | Praga                                                                | Cecoslovacchia                                                       | 88 - 49                                                              | Italia                                                               | Amichevole                                                           | -                                                                    |                                                                      |
| 27-4-1956                                                            | Bratislava                                                           | Cecoslovacchia                                                       | 55 - 44                                                              | Italia                                                               | Amichevole                                                           | -                                                                    |                                                                      |
| 2-6-1956                                                             | Praga                                                                | Italia                                                               | 91 - 32                                                              | Scozia                                                               | EuroBasket 1956 - Turno Preliminare Gruppo B                         | -                                                                    |                                                                      |
| 3-6-1956                                                             | Praga                                                                | Cecoslovacchia                                                       | 69 - 42                                                              | Italia                                                               | EuroBasket 1956 - Turno Preliminare Gruppo B                         | -                                                                    |                                                                      |
| 4-6-1956                                                             | Praga                                                                | Italia                                                               | 80 - 28                                                              | Danimarca                                                            | EuroBasket 1956 - Turno Preliminare Gruppo B                         | -                                                                    |                                                                      |
| 5-6-1956                                                             | Praga                                                                | Ungheria                                                             | 62 - 41                                                              | Italia                                                               | EuroBasket 1956 - Secondo Turno Gruppo 1                             | -                                                                    |                                                                      |
| 6-6-1956                                                             | Praga                                                                | Polonia                                                              | 50 - 42                                                              | Italia                                                               | EuroBasket 1956 - Secondo Turno Gruppo 1                             | -                                                                    |                                                                      |
| 8-6-1956                                                             | Praga                                                                | Italia                                                               | 44 - 92                                                              | Unione Sovietica                                                     | EuroBasket 1956 - Secondo Turno Gruppo 1                             | -                                                                    |                                                                      |
| 9-6-1956                                                             | Praga                                                                | Francia                                                              | 50 - 65                                                              | Italia                                                               | EuroBasket 1956 - Semifinale 5º-8º posto                             | -                                                                    |                                                                      |
| 10-6-1956                                                            | Praga                                                                | Italia                                                               | 43 - 58                                                              | Polonia                                                              | EuroBasket 1956 - Finale 5º posto                                    | -                                                                    |                                                                      |
| Totale                                                               |                                                                      | Presenze                                                             | 11                                                                   |                                                                      | Punti                                                                |                                                                      |                                                                      |

### 1957
| Cronologia completa delle presenze e dei punti in Nazionale - Italia | Cronologia completa delle presenze e dei punti in Nazionale - Italia | Cronologia completa delle presenze e dei punti in Nazionale - Italia | Cronologia completa delle presenze e dei punti in Nazionale - Italia | Cronologia completa delle presenze e dei punti in Nazionale - Italia | Cronologia completa delle presenze e dei punti in Nazionale - Italia | Cronologia completa delle presenze e dei punti in Nazionale - Italia | Cronologia completa delle presenze e dei punti in Nazionale - Italia |
| Data                                                                 | Città                                                                | In casa                                                              | Risultato                                                            | Ospiti                                                               | Competizione                                                         | Punti                                                                | Note                                                                 |
| -------------------------------------------------------------------- | -------------------------------------------------------------------- | -------------------------------------------------------------------- | -------------------------------------------------------------------- | -------------------------------------------------------------------- | -------------------------------------------------------------------- | -------------------------------------------------------------------- | -------------------------------------------------------------------- |
| 7-4-1957                                                             | Torino                                                               | Italia                                                               | 53 - 46                                                              | Romania                                                              | Amichevole                                                           | -                                                                    |                                                                      |
| 27-4-1957                                                            | Udine                                                                | Italia                                                               | 39 - 73                                                              | Cecoslovacchia                                                       | Amichevole                                                           | -                                                                    |                                                                      |
| Totale                                                               |                                                                      | Presenze                                                             | 2                                                                    |                                                                      | Punti                                                                |                                                                      |                                                                      |

### 1958
| Cronologia completa delle presenze e dei punti in Nazionale - Italia | Cronologia completa delle presenze e dei punti in Nazionale - Italia | Cronologia completa delle presenze e dei punti in Nazionale - Italia | Cronologia completa delle presenze e dei punti in Nazionale - Italia | Cronologia completa delle presenze e dei punti in Nazionale - Italia | Cronologia completa delle presenze e dei punti in Nazionale - Italia | Cronologia completa delle presenze e dei punti in Nazionale - Italia | Cronologia completa delle presenze e dei punti in Nazionale - Italia |
| Data                                                                 | Città                                                                | In casa                                                              | Risultato                                                            | Ospiti                                                               | Competizione                                                         | Punti                                                                | Note                                                                 |
| -------------------------------------------------------------------- | -------------------------------------------------------------------- | -------------------------------------------------------------------- | -------------------------------------------------------------------- | -------------------------------------------------------------------- | -------------------------------------------------------------------- | -------------------------------------------------------------------- | -------------------------------------------------------------------- |
| 21-12-1958                                                           | Udine                                                                | Italia                                                               | 45 - 52                                                              | Polonia                                                              | Amichevole                                                           | -                                                                    |                                                                      |
| Totale                                                               |                                                                      | Presenze                                                             | 1                                                                    |                                                                      | Punti                                                                |                                                                      |                                                                      |

### 1959
| Cronologia completa delle presenze e dei punti in Nazionale - Italia | Cronologia completa delle presenze e dei punti in Nazionale - Italia | Cronologia completa delle presenze e dei punti in Nazionale - Italia | Cronologia completa delle presenze e dei punti in Nazionale - Italia | Cronologia completa delle presenze e dei punti in Nazionale - Italia | Cronologia completa delle presenze e dei punti in Nazionale - Italia | Cronologia completa delle presenze e dei punti in Nazionale - Italia | Cronologia completa delle presenze e dei punti in Nazionale - Italia |
| Data                                                                 | Città                                                                | In casa                                                              | Risultato                                                            | Ospiti                                                               | Competizione                                                         | Punti                                                                | Note                                                                 |
| -------------------------------------------------------------------- | -------------------------------------------------------------------- | -------------------------------------------------------------------- | -------------------------------------------------------------------- | -------------------------------------------------------------------- | -------------------------------------------------------------------- | -------------------------------------------------------------------- | -------------------------------------------------------------------- |
| 11-1-1959                                                            | Venezia                                                              | Italia                                                               | 52 - 49                                                              | Jugoslavia                                                           | Amichevole                                                           | -                                                                    |                                                                      |
| 3-6-1959                                                             | Belgrado                                                             | Bulgaria                                                             | 39 - 54                                                              | Italia                                                               | Torneo amichevole                                                    | -                                                                    |                                                                      |
| 4-6-1959                                                             | Belgrado                                                             | Ungheria                                                             | 54 - 51                                                              | Italia                                                               | Torneo amichevole                                                    | -                                                                    |                                                                      |
| 5-6-1959                                                             | Belgrado                                                             | Polonia                                                              | 57 - 49                                                              | Italia                                                               | Torneo amichevole                                                    | -                                                                    |                                                                      |
| 6-6-1959                                                             | Belgrado                                                             | Jugoslavia                                                           | 75 - 44                                                              | Italia                                                               | Torneo amichevole                                                    | -                                                                    |                                                                      |
| 20-8-1959                                                            | Messina                                                              | Italia                                                               | 51 - 32                                                              | Francia                                                              | Torneo amichevole                                                    | -                                                                    |                                                                      |
| 21-8-1959                                                            | Messina                                                              | Italia                                                               | 46 - 32                                                              | Romania                                                              | Torneo amichevole                                                    | -                                                                    |                                                                      |
| 22-8-1959                                                            | Messina                                                              | Italia                                                               | 40 - 53                                                              | Bulgaria                                                             | Torneo amichevole                                                    | -                                                                    |                                                                      |
| 25-8-1959                                                            | Ragusa                                                               | Italia                                                               | 38 - 36                                                              | Romania                                                              | Torneo amichevole                                                    | -                                                                    |                                                                      |
| 26-8-1959                                                            | Ragusa                                                               | Italia                                                               | 50 - 43                                                              | Francia                                                              | Torneo amichevole                                                    | -                                                                    |                                                                      |
| 27-8-1959                                                            | Ragusa                                                               | Italia                                                               | 34 - 52                                                              | Bulgaria                                                             | Torneo amichevole                                                    | -                                                                    |                                                                      |
| Totale                                                               |                                                                      | Presenze                                                             | 11                                                                   |                                                                      | Punti                                                                |                                                                      |                                                                      |

### 1960
| Cronologia completa delle presenze e dei punti in Nazionale - Italia | Cronologia completa delle presenze e dei punti in Nazionale - Italia | Cronologia completa delle presenze e dei punti in Nazionale - Italia | Cronologia completa delle presenze e dei punti in Nazionale - Italia | Cronologia completa delle presenze e dei punti in Nazionale - Italia | Cronologia completa delle presenze e dei punti in Nazionale - Italia | Cronologia completa delle presenze e dei punti in Nazionale - Italia | Cronologia completa delle presenze e dei punti in Nazionale - Italia |
| Data                                                                 | Città                                                                | In casa                                                              | Risultato                                                            | Ospiti                                                               | Competizione                                                         | Punti                                                                | Note                                                                 |
| -------------------------------------------------------------------- | -------------------------------------------------------------------- | -------------------------------------------------------------------- | -------------------------------------------------------------------- | -------------------------------------------------------------------- | -------------------------------------------------------------------- | -------------------------------------------------------------------- | -------------------------------------------------------------------- |
| 28-2-1960                                                            | Udine                                                                | Italia                                                               | 51 - 46                                                              | Ungheria                                                             | Amichevole                                                           | -                                                                    |                                                                      |
| 4-6-1960                                                             | Sofia                                                                | Italia                                                               | 40 - 71                                                              | Cecoslovacchia                                                       | EuroBasket 1960 - Turno Preliminare Gruppo B                         | -                                                                    |                                                                      |
| 5-6-1960                                                             | Sofia                                                                | Paesi Bassi                                                          | 42 - 58                                                              | Italia                                                               | EuroBasket 1960 - Turno Preliminare Gruppo B                         | -                                                                    |                                                                      |
| 6-6-1960                                                             | Sofia                                                                | Bulgaria                                                             | 55 - 35                                                              | Italia                                                               | EuroBasket 1960 - Turno Preliminare Gruppo B                         | -                                                                    |                                                                      |
| 7-6-1960                                                             | Sofia                                                                | Polonia                                                              | 51 - 45                                                              | Italia                                                               | EuroBasket 1960 - Turno Preliminare Gruppo B                         | -                                                                    |                                                                      |
| 9-6-1960                                                             | Sofia                                                                | Italia                                                               | 49 - 37                                                              | Belgio                                                               | EuroBasket 1960 - Fase finale Gruppo 7º-10º posto                    | -                                                                    |                                                                      |
| 11-6-1960                                                            | Sofia                                                                | Italia                                                               | 56 - 55                                                              | Ungheria                                                             | EuroBasket 1960 - Fase finale Gruppo 7º-10º posto                    | -                                                                    |                                                                      |
| 28-12-1960                                                           | Varsavia                                                             | Polonia                                                              | 54 - 50                                                              | Italia                                                               | Amichevole                                                           | -                                                                    |                                                                      |
| 29-12-1960                                                           | Varsavia                                                             | Polonia                                                              | 52 - 48                                                              | Italia                                                               | Amichevole                                                           | -                                                                    |                                                                      |
| Totale                                                               |                                                                      | Presenze                                                             | 9                                                                    |                                                                      | Punti                                                                |                                                                      |                                                                      |

## 1961-1970

### 1961
| Cronologia completa delle presenze e dei punti in Nazionale - Italia | Cronologia completa delle presenze e dei punti in Nazionale - Italia | Cronologia completa delle presenze e dei punti in Nazionale - Italia | Cronologia completa delle presenze e dei punti in Nazionale - Italia | Cronologia completa delle presenze e dei punti in Nazionale - Italia | Cronologia completa delle presenze e dei punti in Nazionale - Italia | Cronologia completa delle presenze e dei punti in Nazionale - Italia | Cronologia completa delle presenze e dei punti in Nazionale - Italia |
| Data                                                                 | Città                                                                | In casa                                                              | Risultato                                                            | Ospiti                                                               | Competizione                                                         | Punti                                                                | Note                                                                 |
| -------------------------------------------------------------------- | -------------------------------------------------------------------- | -------------------------------------------------------------------- | -------------------------------------------------------------------- | -------------------------------------------------------------------- | -------------------------------------------------------------------- | -------------------------------------------------------------------- | -------------------------------------------------------------------- |
| 28-3-1961                                                            | Mulhouse                                                             | Austria                                                              | 27 - 41                                                              | Italia                                                               | Qual. Euro 1962                                                      | -                                                                    |                                                                      |
| 29-3-1961                                                            | Mulhouse                                                             | Svezia                                                               | 30 - 68                                                              | Italia                                                               | Qual. Euro 1962                                                      | -                                                                    |                                                                      |
| 30-3-1961                                                            | Mulhouse                                                             | Scozia                                                               | 19 - 70                                                              | Italia                                                               | Qual. Euro 1962                                                      | -                                                                    |                                                                      |
| 31-3-1961                                                            | Mulhouse                                                             | Belgio                                                               | 25 - 55                                                              | Italia                                                               | Qual. Euro 1962                                                      | -                                                                    |                                                                      |
| 1-4-1961                                                             | Mulhouse                                                             | Francia                                                              | 54 - 51                                                              | Italia                                                               | Qual. Euro 1962                                                      | -                                                                    |                                                                      |
| 2-4-1961                                                             | Mulhouse                                                             | Paesi Bassi                                                          | 40 - 62                                                              | Italia                                                               | Qual. Euro 1962                                                      | -                                                                    |                                                                      |
| 3-4-1961                                                             | Mulhouse                                                             | Ungheria                                                             | 52 - 49                                                              | Italia                                                               | Qual. Euro 1962                                                      | -                                                                    |                                                                      |
| Totale                                                               |                                                                      | Presenze                                                             | 7                                                                    |                                                                      | Punti                                                                |                                                                      |                                                                      |

### 1962
| Cronologia completa delle presenze e dei punti in Nazionale - Italia | Cronologia completa delle presenze e dei punti in Nazionale - Italia | Cronologia completa delle presenze e dei punti in Nazionale - Italia | Cronologia completa delle presenze e dei punti in Nazionale - Italia | Cronologia completa delle presenze e dei punti in Nazionale - Italia | Cronologia completa delle presenze e dei punti in Nazionale - Italia | Cronologia completa delle presenze e dei punti in Nazionale - Italia | Cronologia completa delle presenze e dei punti in Nazionale - Italia |
| Data                                                                 | Città                                                                | In casa                                                              | Risultato                                                            | Ospiti                                                               | Competizione                                                         | Punti                                                                | Note                                                                 |
| -------------------------------------------------------------------- | -------------------------------------------------------------------- | -------------------------------------------------------------------- | -------------------------------------------------------------------- | -------------------------------------------------------------------- | -------------------------------------------------------------------- | -------------------------------------------------------------------- | -------------------------------------------------------------------- |
| 22-8-1962                                                            | Messina                                                              | Italia                                                               | 45 - 33                                                              | Polonia                                                              | Torneo amichevole                                                    | -                                                                    |                                                                      |
| 23-8-1962                                                            | Messina                                                              | Italia                                                               | 49 - 69                                                              | Cecoslovacchia                                                       | Torneo amichevole                                                    | -                                                                    |                                                                      |
| 24-8-1962                                                            | Messina                                                              | Italia                                                               | 44 - 47                                                              | Jugoslavia                                                           | Torneo amichevole                                                    | -                                                                    |                                                                      |
| 25-8-1962                                                            | Messina                                                              | Italia                                                               | 47 - 54                                                              | Bulgaria                                                             | Torneo amichevole                                                    | -                                                                    |                                                                      |
| 26-8-1962                                                            | Messina                                                              | Italia                                                               | 54 - 42                                                              | Francia                                                              | Torneo amichevole                                                    | -                                                                    |                                                                      |
| 22-9-1962                                                            | Mulhouse                                                             | Italia                                                               | 37 - 86                                                              | Cecoslovacchia                                                       | EuroBasket 1962 - Turno Preliminare Gruppo A                         | -                                                                    |                                                                      |
| 23-9-1962                                                            | Mulhouse                                                             | Unione Sovietica                                                     | 77 - 31                                                              | Italia                                                               | EuroBasket 1962 - Turno Preliminare Gruppo A                         | -                                                                    |                                                                      |
| 25-9-1962                                                            | Mulhouse                                                             | Italia                                                               | 43 - 50                                                              | Jugoslavia                                                           | EuroBasket 1962 - Turno Preliminare Gruppo A                         | -                                                                    |                                                                      |
| 26-9-1962                                                            | Mulhouse                                                             | Ungheria                                                             | 55 - 43                                                              | Italia                                                               | EuroBasket 1962 - Turno Preliminare Gruppo A                         | -                                                                    |                                                                      |
| 28-9-1962                                                            | Mulhouse                                                             | Italia                                                               | 32 - 27                                                              | Belgio                                                               | EuroBasket 1962 - Finale 9º posto                                    | -                                                                    |                                                                      |
| Totale                                                               |                                                                      | Presenze                                                             | 10                                                                   |                                                                      | Punti                                                                |                                                                      |                                                                      |

### 1963
| Cronologia completa delle presenze e dei punti in Nazionale - Italia | Cronologia completa delle presenze e dei punti in Nazionale - Italia | Cronologia completa delle presenze e dei punti in Nazionale - Italia | Cronologia completa delle presenze e dei punti in Nazionale - Italia | Cronologia completa delle presenze e dei punti in Nazionale - Italia | Cronologia completa delle presenze e dei punti in Nazionale - Italia | Cronologia completa delle presenze e dei punti in Nazionale - Italia | Cronologia completa delle presenze e dei punti in Nazionale - Italia |
| Data                                                                 | Città                                                                | In casa                                                              | Risultato                                                            | Ospiti                                                               | Competizione                                                         | Punti                                                                | Note                                                                 |
| -------------------------------------------------------------------- | -------------------------------------------------------------------- | -------------------------------------------------------------------- | -------------------------------------------------------------------- | -------------------------------------------------------------------- | -------------------------------------------------------------------- | -------------------------------------------------------------------- | -------------------------------------------------------------------- |
| 5-1-1963                                                             | Pesaro                                                               | Italia                                                               | 46 - 52                                                              | Polonia                                                              | Amichevole                                                           | -                                                                    |                                                                      |
| 14-8-1963                                                            | Messina                                                              | Italia                                                               | 56 - 39                                                              | Romania                                                              | Torneo amichevole                                                    | -                                                                    |                                                                      |
| 15-8-1963                                                            | Messina                                                              | Italia                                                               | 40 - 52                                                              | Bulgaria                                                             | Torneo amichevole                                                    | -                                                                    |                                                                      |
| 16-8-1963                                                            | Messina                                                              | Italia                                                               | 40 - 55                                                              | Jugoslavia                                                           | Torneo amichevole                                                    | -                                                                    |                                                                      |
| 17-8-1963                                                            | Messina                                                              | Italia                                                               | 32 - 63                                                              | Cecoslovacchia                                                       | Torneo amichevole                                                    | -                                                                    |                                                                      |
| 18-8-1963                                                            | Messina                                                              | Italia                                                               | 50 - 39                                                              | Ungheria                                                             | Torneo amichevole                                                    | -                                                                    |                                                                      |
| 15-11-1963                                                           | Belgrado                                                             | Bulgaria                                                             | 45 - 28                                                              | Italia                                                               | Torneo amichevole                                                    | -                                                                    |                                                                      |
| 16-11-1963                                                           | Belgrado                                                             | Jugoslavia                                                           | 51 - 39                                                              | Italia                                                               | Torneo amichevole                                                    | -                                                                    |                                                                      |
| 17-11-1963                                                           | Belgrado                                                             | Romania                                                              | 55 - 51                                                              | Italia                                                               | Torneo amichevole                                                    | -                                                                    |                                                                      |
| Totale                                                               |                                                                      | Presenze                                                             | 9                                                                    |                                                                      | Punti                                                                |                                                                      |                                                                      |

### 1964
| Cronologia completa delle presenze e dei punti in Nazionale - Italia | Cronologia completa delle presenze e dei punti in Nazionale - Italia | Cronologia completa delle presenze e dei punti in Nazionale - Italia | Cronologia completa delle presenze e dei punti in Nazionale - Italia | Cronologia completa delle presenze e dei punti in Nazionale - Italia | Cronologia completa delle presenze e dei punti in Nazionale - Italia | Cronologia completa delle presenze e dei punti in Nazionale - Italia | Cronologia completa delle presenze e dei punti in Nazionale - Italia |
| Data                                                                 | Città                                                                | In casa                                                              | Risultato                                                            | Ospiti                                                               | Competizione                                                         | Punti                                                                | Note                                                                 |
| -------------------------------------------------------------------- | -------------------------------------------------------------------- | -------------------------------------------------------------------- | -------------------------------------------------------------------- | -------------------------------------------------------------------- | -------------------------------------------------------------------- | -------------------------------------------------------------------- | -------------------------------------------------------------------- |
| 12-6-1964                                                            | Lugano                                                               | Germania Ovest                                                       | 27 - 41                                                              | Italia                                                               | Qual. Euro 1964                                                      | -                                                                    |                                                                      |
| 14-5-1964                                                            | Lugano                                                               | Svizzera                                                             | 45 - 71                                                              | Italia                                                               | Qual. Euro 1964                                                      | -                                                                    |                                                                      |
| 6-9-1964                                                             | Budapest                                                             | Cecoslovacchia                                                       | 59 - 41                                                              | Italia                                                               | EuroBasket 1964 - Turno Preliminare Gruppo B                         | -                                                                    |                                                                      |
| 7-9-1964                                                             | Budapest                                                             | Polonia                                                              | 61 - 47                                                              | Italia                                                               | EuroBasket 1964 - Turno Preliminare Gruppo B                         | -                                                                    |                                                                      |
| 8-9-1964                                                             | Budapest                                                             | Italia                                                               | 37 - 63                                                              | Germania Est                                                         | EuroBasket 1964 - Turno Preliminare Gruppo B                         | -                                                                    |                                                                      |
| 9-9-1964                                                             | Budapest                                                             | Italia                                                               | 34 - 63                                                              | Bulgaria                                                             | EuroBasket 1964 - Turno Preliminare Gruppo B                         | -                                                                    |                                                                      |
| 12-9-1964                                                            | Budapest                                                             | Francia                                                              | 43 - 50                                                              | Italia                                                               | EuroBasket 1964 - Finale 9º posto                                    | -                                                                    |                                                                      |
| Totale                                                               |                                                                      | Presenze                                                             | 7                                                                    |                                                                      | Punti                                                                |                                                                      |                                                                      |

### 1965
| Cronologia completa delle presenze e dei punti in Nazionale - Italia | Cronologia completa delle presenze e dei punti in Nazionale - Italia | Cronologia completa delle presenze e dei punti in Nazionale - Italia | Cronologia completa delle presenze e dei punti in Nazionale - Italia | Cronologia completa delle presenze e dei punti in Nazionale - Italia | Cronologia completa delle presenze e dei punti in Nazionale - Italia | Cronologia completa delle presenze e dei punti in Nazionale - Italia | Cronologia completa delle presenze e dei punti in Nazionale - Italia |
| Data                                                                 | Città                                                                | In casa                                                              | Risultato                                                            | Ospiti                                                               | Competizione                                                         | Punti                                                                | Note                                                                 |
| -------------------------------------------------------------------- | -------------------------------------------------------------------- | -------------------------------------------------------------------- | -------------------------------------------------------------------- | -------------------------------------------------------------------- | -------------------------------------------------------------------- | -------------------------------------------------------------------- | -------------------------------------------------------------------- |
| 27-4-1965                                                            | Savona                                                               | Italia                                                               | 52 - 40                                                              | Belgio                                                               | Amichevole                                                           | -                                                                    |                                                                      |
| 28-4-1965                                                            | Asti                                                                 | Italia                                                               | 58 - 38                                                              | Belgio                                                               | Amichevole                                                           | -                                                                    |                                                                      |
| 21-7-1965                                                            | Porto San Giorgio                                                    | Italia                                                               | 37 - 39                                                              | Bulgaria                                                             | Torneo amichevole                                                    | -                                                                    |                                                                      |
| 23-7-1965                                                            | Porto San Giorgio                                                    | Italia                                                               | 71 - 27                                                              | Germania Est                                                         | Torneo amichevole                                                    | -                                                                    |                                                                      |
| 25-7-1965                                                            | Porto San Giorgio                                                    | Italia                                                               | 38 - 44                                                              | Cecoslovacchia                                                       | Torneo amichevole                                                    | -                                                                    |                                                                      |
| 14-10-1965                                                           | Torino                                                               | Italia                                                               | 33 - 59                                                              | Brasile                                                              | Amichevole                                                           | -                                                                    |                                                                      |
| 15-10-1965                                                           | Bergamo                                                              | Italia                                                               | 34 - 52                                                              | Brasile                                                              | Amichevole                                                           | -                                                                    |                                                                      |
| Totale                                                               |                                                                      | Presenze                                                             | 7                                                                    |                                                                      | Punti                                                                |                                                                      |                                                                      |

### 1966
| Cronologia completa delle presenze e dei punti in Nazionale - Italia | Cronologia completa delle presenze e dei punti in Nazionale - Italia | Cronologia completa delle presenze e dei punti in Nazionale - Italia | Cronologia completa delle presenze e dei punti in Nazionale - Italia | Cronologia completa delle presenze e dei punti in Nazionale - Italia | Cronologia completa delle presenze e dei punti in Nazionale - Italia | Cronologia completa delle presenze e dei punti in Nazionale - Italia | Cronologia completa delle presenze e dei punti in Nazionale - Italia |
| Data                                                                 | Città                                                                | In casa                                                              | Risultato                                                            | Ospiti                                                               | Competizione                                                         | Punti                                                                | Note                                                                 |
| -------------------------------------------------------------------- | -------------------------------------------------------------------- | -------------------------------------------------------------------- | -------------------------------------------------------------------- | -------------------------------------------------------------------- | -------------------------------------------------------------------- | -------------------------------------------------------------------- | -------------------------------------------------------------------- |
| 9-1-1966                                                             | Praga                                                                | Romania                                                              | 53 - 52                                                              | Italia                                                               | Torneo amichevole                                                    | -                                                                    |                                                                      |
| 10-1-1966                                                            | Praga                                                                | Germania Est                                                         | 53 - 54                                                              | Italia                                                               | Torneo amichevole                                                    | -                                                                    |                                                                      |
| 13-1-1966                                                            | Bratislava                                                           | Romania                                                              | 42 - 54                                                              | Italia                                                               | Torneo amichevole                                                    | -                                                                    |                                                                      |
| 15-1-1966                                                            | Bratislava                                                           | Cecoslovacchia                                                       | 56 - 49                                                              | Italia                                                               | Torneo amichevole                                                    | -                                                                    |                                                                      |
| 30-4-1966                                                            | Udine                                                                | Italia                                                               | 66 - 16                                                              | Svizzera                                                             | Qual. Euro 1966                                                      | -                                                                    |                                                                      |
| 2-5-1966                                                             | Udine                                                                | Italia                                                               | 57 - 31                                                              | Ungheria                                                             | Qual. Euro 1966                                                      | -                                                                    |                                                                      |
| 14-7-1966                                                            | Messina                                                              | Italia                                                               | 45 - 37                                                              | Ungheria                                                             | Torneo amichevole                                                    | -                                                                    |                                                                      |
| 15-7-1966                                                            | Messina                                                              | Italia                                                               | 47 - 37                                                              | Francia                                                              | Torneo amichevole                                                    | -                                                                    |                                                                      |
| 17-7-1966                                                            | Messina                                                              | Italia                                                               | 48 - 52                                                              | Romania                                                              | Torneo amichevole                                                    | -                                                                    |                                                                      |
| 18-7-1966                                                            | Messina                                                              | Italia                                                               | 36 - 52                                                              | Cecoslovacchia                                                       | Torneo amichevole                                                    | -                                                                    |                                                                      |
| 21-7-1966                                                            | Siracusa                                                             | Italia                                                               | 31 - 35                                                              | Francia                                                              | Torneo amichevole                                                    | -                                                                    |                                                                      |
| 22-7-1966                                                            | Siracusa                                                             | Italia                                                               | 49 - 54                                                              | Romania                                                              | Torneo amichevole                                                    | -                                                                    |                                                                      |
| 24-7-1966                                                            | Piazza Armerina                                                      | Italia                                                               | 46 - 42                                                              | Francia                                                              | Torneo amichevole                                                    | -                                                                    |                                                                      |
| 25-7-1966                                                            | Piazza Armerina                                                      | Italia                                                               | 57 - 54                                                              | Romania                                                              | Torneo amichevole                                                    | -                                                                    |                                                                      |
| 26-7-1966                                                            | Piazza Armerina                                                      | Italia                                                               | 44 - 47                                                              | Cecoslovacchia                                                       | Torneo amichevole                                                    | -                                                                    |                                                                      |
| 29-7-1966                                                            | Porto San Giorgio                                                    | Italia                                                               | 48 - 41                                                              | Bulgaria                                                             | Torneo amichevole                                                    | -                                                                    |                                                                      |
| 30-7-1966                                                            | Porto San Giorgio                                                    | Italia                                                               | 35 - 23                                                              | Francia                                                              | Torneo amichevole                                                    | -                                                                    |                                                                      |
| 31-7-1966                                                            | Porto San Giorgio                                                    | Italia                                                               | 41 - 45                                                              | Cecoslovacchia                                                       | Torneo amichevole                                                    | -                                                                    |                                                                      |
| 16-9-1966                                                            | Skopje                                                               | Bulgaria                                                             | 68 - 34                                                              | Italia                                                               | Torneo amichevole                                                    | -                                                                    |                                                                      |
| 17-9-1966                                                            | Skopje                                                               | Jugoslavia                                                           | 75 - 47                                                              | Italia                                                               | Torneo amichevole                                                    | -                                                                    |                                                                      |
| 18-9-1966                                                            | Skopje                                                               | Romania                                                              | 62 - 59                                                              | Italia                                                               | Torneo amichevole                                                    | -                                                                    |                                                                      |
| 25-9-1966                                                            | Cluj                                                                 | Romania                                                              | 79 - 57                                                              | Italia                                                               | Amichevole                                                           | -                                                                    |                                                                      |
| 2-10-1966                                                            | Cluj                                                                 | Unione Sovietica                                                     | 87 - 26                                                              | Italia                                                               | EuroBasket 1966 - Turno preliminare Gruppo B                         | -                                                                    |                                                                      |
| 3-10-1966                                                            | Cluj                                                                 | Italia                                                               | 45 - 48                                                              | Paesi Bassi                                                          | EuroBasket 1966 - Turno preliminare Gruppo B                         | -                                                                    |                                                                      |
| 4-10-1966                                                            | Cluj                                                                 | Italia                                                               | 48 - 73                                                              | Polonia                                                              | EuroBasket 1966 - Turno preliminare Gruppo B                         | -                                                                    |                                                                      |
| 5-10-1966                                                            | Cluj                                                                 | Ungheria                                                             | 45 - 60                                                              | Italia                                                               | EuroBasket 1966 - Turno preliminare Gruppo B                         | -                                                                    |                                                                      |
| 6-10-1966                                                            | Cluj                                                                 | Romania                                                              | 75 - 57                                                              | Italia                                                               | EuroBasket 1966 - Turno preliminare Gruppo B                         | -                                                                    |                                                                      |
| 8-10-1966                                                            | Cluj                                                                 | Italia                                                               | 63 - 50                                                              | Germania Ovest                                                       | EuroBasket 1966 - Classificazione 9º-12º posto                       | -                                                                    |                                                                      |
| 9-10-1966                                                            | Cluj                                                                 | Italia                                                               | 57 - 65                                                              | Ungheria                                                             | EuroBasket 1966 - Finale 9º posto                                    | -                                                                    |                                                                      |
| Totale                                                               |                                                                      | Presenze                                                             | 29                                                                   |                                                                      | Punti                                                                |                                                                      |                                                                      |

### 1967
| Cronologia completa delle presenze e dei punti in Nazionale - Italia | Cronologia completa delle presenze e dei punti in Nazionale - Italia | Cronologia completa delle presenze e dei punti in Nazionale - Italia | Cronologia completa delle presenze e dei punti in Nazionale - Italia | Cronologia completa delle presenze e dei punti in Nazionale - Italia | Cronologia completa delle presenze e dei punti in Nazionale - Italia | Cronologia completa delle presenze e dei punti in Nazionale - Italia | Cronologia completa delle presenze e dei punti in Nazionale - Italia |
| Data                                                                 | Città                                                                | In casa                                                              | Risultato                                                            | Ospiti                                                               | Competizione                                                         | Punti                                                                | Note                                                                 |
| -------------------------------------------------------------------- | -------------------------------------------------------------------- | -------------------------------------------------------------------- | -------------------------------------------------------------------- | -------------------------------------------------------------------- | -------------------------------------------------------------------- | -------------------------------------------------------------------- | -------------------------------------------------------------------- |
| 10-4-1967                                                            | Budapest                                                             | Ungheria                                                             | 49 - 51                                                              | Italia                                                               | Amichevole                                                           | -                                                                    |                                                                      |
| 15-4-1967                                                            | Bratislava                                                           | Corea del Sud                                                        | 76 - 56                                                              | Italia                                                               | Mondiali 1967 - Turno preliminare Gruppo B                           | -                                                                    |                                                                      |
| 16-4-1967                                                            | Bratislava                                                           | Cecoslovacchia                                                       | 41 - 39                                                              | Italia                                                               | Mondiali 1967 - Turno preliminare Gruppo B                           | -                                                                    |                                                                      |
| 19-4-1967                                                            | Praga                                                                | Italia                                                               | 31 - 63                                                              | Bulgaria                                                             | Mondiali 1967 - Girone di classificazione 7º-11º posto               | -                                                                    |                                                                      |
| 20-4-1967                                                            | Praga                                                                | Brasile                                                              | 60 - 50                                                              | Italia                                                               | Mondiali 1967 - Girone di classificazione 7º-11º posto               | -                                                                    |                                                                      |
| 21-4-1967                                                            | Praga                                                                | Stati Uniti                                                          | 45 - 56                                                              | Italia                                                               | Mondiali 1967 - Girone di classificazione 7º-11º posto               | -                                                                    |                                                                      |
| 22-4-1967                                                            | Praga                                                                | Italia                                                               | 51 - 56                                                              | Australia                                                            | Mondiali 1967 - Girone di classificazione 7º-11º posto               | -                                                                    |                                                                      |
| 15-7-1967                                                            | Messina                                                              | Italia                                                               | 32 - 46                                                              | Francia                                                              | Torneo amichevole                                                    | -                                                                    |                                                                      |
| 16-7-1967                                                            | Messina                                                              | Italia                                                               | 30 - 49                                                              | Ungheria                                                             | Torneo amichevole                                                    | -                                                                    |                                                                      |
| 18-7-1967                                                            | Messina                                                              | Italia                                                               | 65 - 48                                                              | Romania                                                              | Torneo amichevole                                                    | -                                                                    |                                                                      |
| 19-7-1967                                                            | Messina                                                              | Italia                                                               | 55 - 47                                                              | Jugoslavia                                                           | Torneo amichevole                                                    | -                                                                    |                                                                      |
| 22-7-1967                                                            | Piazza Armerina                                                      | Italia                                                               | 52 - 45                                                              | Francia                                                              | Torneo amichevole                                                    | -                                                                    |                                                                      |
| 23-7-1967                                                            | Piazza Armerina                                                      | Italia                                                               | 60 - 61                                                              | Jugoslavia                                                           | Torneo amichevole                                                    | -                                                                    |                                                                      |
| 26-7-1967                                                            | Porto San Giorgio                                                    | Italia                                                               | 59 - 25                                                              | Romania                                                              | Torneo amichevole                                                    | -                                                                    |                                                                      |
| 28-7-1967                                                            | Porto San Giorgio                                                    | Italia                                                               | 56 - 46                                                              | Jugoslavia                                                           | Torneo amichevole                                                    | -                                                                    |                                                                      |
| 30-7-1967                                                            | Porto San Giorgio                                                    | Italia                                                               | 38 - 46                                                              | Cecoslovacchia                                                       | Torneo amichevole                                                    | -                                                                    |                                                                      |
| Totale                                                               |                                                                      | Presenze                                                             | 16                                                                   |                                                                      | Punti                                                                |                                                                      |                                                                      |

### 1968
| Cronologia completa delle presenze e dei punti in Nazionale - Italia | Cronologia completa delle presenze e dei punti in Nazionale - Italia | Cronologia completa delle presenze e dei punti in Nazionale - Italia | Cronologia completa delle presenze e dei punti in Nazionale - Italia | Cronologia completa delle presenze e dei punti in Nazionale - Italia | Cronologia completa delle presenze e dei punti in Nazionale - Italia | Cronologia completa delle presenze e dei punti in Nazionale - Italia | Cronologia completa delle presenze e dei punti in Nazionale - Italia |
| Data                                                                 | Città                                                                | In casa                                                              | Risultato                                                            | Ospiti                                                               | Competizione                                                         | Punti                                                                | Note                                                                 |
| -------------------------------------------------------------------- | -------------------------------------------------------------------- | -------------------------------------------------------------------- | -------------------------------------------------------------------- | -------------------------------------------------------------------- | -------------------------------------------------------------------- | -------------------------------------------------------------------- | -------------------------------------------------------------------- |
| 8-6-1968                                                             | Bari                                                                 | Italia                                                               | 58 - 35                                                              | Italia B                                                             | Torneo amichevole                                                    | -                                                                    |                                                                      |
| 9-6-1968                                                             | Bari                                                                 | Italia                                                               | 85 - 19                                                              | Germania Ovest                                                       | Torneo amichevole                                                    | -                                                                    |                                                                      |
| 10-6-1968                                                            | Bari                                                                 | Italia                                                               | 46 - 56                                                              | Jugoslavia                                                           | Torneo amichevole                                                    | -                                                                    |                                                                      |
| 14-6-1968                                                            | Mamaia                                                               | Rappr. Lituania                                                      | 47 - 33                                                              | Italia                                                               | Torneo amichevole                                                    | -                                                                    |                                                                      |
| 15-6-1968                                                            | Mamaia                                                               | Romania                                                              | 52 - 39                                                              | Italia                                                               | Torneo amichevole                                                    | -                                                                    |                                                                      |
| 16-6-1968                                                            | Mamaia                                                               | Bulgaria                                                             | 50 - 37                                                              | Italia                                                               | Torneo amichevole                                                    | -                                                                    |                                                                      |
| 26-6-1968                                                            | Zara                                                                 | Rappr. Dalmazia                                                      | 41 - 67                                                              | Italia                                                               | Amichevole                                                           | -                                                                    |                                                                      |
| 27-6-1968                                                            | Spalato                                                              | Jugoslavia B                                                         | 46 - 56                                                              | Italia                                                               | Amichevole                                                           | -                                                                    |                                                                      |
| 29-6-1968                                                            | Spalato                                                              | Bulgaria                                                             | 68 - 51                                                              | Italia                                                               | Torneo amichevole                                                    | -                                                                    |                                                                      |
| 30-6-1968                                                            | Spalato                                                              | Jugoslavia                                                           | 73 - 50                                                              | Italia                                                               | Torneo amichevole                                                    | -                                                                    |                                                                      |
| 1-7-1968                                                             | Spalato                                                              | Romania                                                              | 56 - 59                                                              | Italia                                                               | Torneo amichevole                                                    | -                                                                    |                                                                      |
| 9-7-1968                                                             | Messina                                                              | Italia                                                               | 61 - 36                                                              | Belgio                                                               | EuroBasket 1968 - Seconda fase Girone finale                         | -                                                                    |                                                                      |
| 10-7-1968                                                            | Messina                                                              | Italia                                                               | 43 - 54                                                              | Germania Est                                                         | EuroBasket 1968 - Seconda fase Girone finale                         | -                                                                    |                                                                      |
| 12-7-1968                                                            | Messina                                                              | Italia                                                               | 37 - 38                                                              | Polonia                                                              | EuroBasket 1968 - Seconda fase Girone finale                         | -                                                                    |                                                                      |
| 13-7-1968                                                            | Messina                                                              | Italia                                                               | 44 - 52                                                              | Bulgaria                                                             | EuroBasket 1968 - Seconda fase Girone finale                         | -                                                                    |                                                                      |
| 14-7-1968                                                            | Messina                                                              | Unione Sovietica                                                     | 61 - 51                                                              | Italia                                                               | EuroBasket 1968 - Seconda fase Girone finale                         | -                                                                    |                                                                      |
| 15-7-1968                                                            | Messina                                                              | Italia                                                               | 54 - 40                                                              | Jugoslavia                                                           | EuroBasket 1968 - Seconda fase Girone finale                         | -                                                                    |                                                                      |
| Totale                                                               |                                                                      | Presenze                                                             | 17                                                                   |                                                                      | Punti                                                                |                                                                      |                                                                      |

### 1969
| Cronologia completa delle presenze e dei punti in Nazionale - Italia | Cronologia completa delle presenze e dei punti in Nazionale - Italia | Cronologia completa delle presenze e dei punti in Nazionale - Italia | Cronologia completa delle presenze e dei punti in Nazionale - Italia | Cronologia completa delle presenze e dei punti in Nazionale - Italia | Cronologia completa delle presenze e dei punti in Nazionale - Italia | Cronologia completa delle presenze e dei punti in Nazionale - Italia | Cronologia completa delle presenze e dei punti in Nazionale - Italia |
| Data                                                                 | Città                                                                | In casa                                                              | Risultato                                                            | Ospiti                                                               | Competizione                                                         | Punti                                                                | Note                                                                 |
| -------------------------------------------------------------------- | -------------------------------------------------------------------- | -------------------------------------------------------------------- | -------------------------------------------------------------------- | -------------------------------------------------------------------- | -------------------------------------------------------------------- | -------------------------------------------------------------------- | -------------------------------------------------------------------- |
| 9-7-1969                                                             | Messina                                                              | Italia                                                               | 52 - 33                                                              | Germania Ovest                                                       | Torneo amichevole                                                    | -                                                                    |                                                                      |
| 10-7-1969                                                            | Messina                                                              | Italia                                                               | 42 - 43                                                              | Romania                                                              | Torneo amichevole                                                    | -                                                                    |                                                                      |
| 12-7-1969                                                            | Messina                                                              | Italia                                                               | 14 - 34                                                              | Cecoslovacchia                                                       | Torneo amichevole                                                    | -                                                                    |                                                                      |
| 13-7-1969                                                            | Messina                                                              | Italia                                                               | 30 - 74                                                              | Francia                                                              | Torneo amichevole                                                    | -                                                                    |                                                                      |
| 15-7-1969                                                            | Ragusa                                                               | Italia                                                               | 27 - 56                                                              | Cecoslovacchia                                                       | Torneo amichevole                                                    | -                                                                    |                                                                      |
| 16-7-1969                                                            | Ragusa                                                               | Italia                                                               | 42 - 53                                                              | Francia                                                              | Torneo amichevole                                                    | -                                                                    |                                                                      |
| 17-7-1969                                                            | Ragusa                                                               | Italia                                                               | 45 - 48                                                              | Romania                                                              | Torneo amichevole                                                    | -                                                                    |                                                                      |
| 20-7-1969                                                            | Sanremo                                                              | Italia                                                               | 34 - 79                                                              | Francia                                                              | Torneo amichevole                                                    | -                                                                    |                                                                      |
| 21-7-1969                                                            | Sanremo                                                              | Italia                                                               | 34 - 72                                                              | Cecoslovacchia                                                       | Torneo amichevole                                                    | -                                                                    |                                                                      |
| 22-7-1969                                                            | Sanremo                                                              | Italia                                                               | 39 - 47                                                              | Romania                                                              | Torneo amichevole                                                    | -                                                                    |                                                                      |
| Totale                                                               |                                                                      | Presenze                                                             | 10                                                                   |                                                                      | Punti                                                                |                                                                      |                                                                      |

### 1970
| Cronologia completa delle presenze e dei punti in Nazionale - Italia | Cronologia completa delle presenze e dei punti in Nazionale - Italia | Cronologia completa delle presenze e dei punti in Nazionale - Italia | Cronologia completa delle presenze e dei punti in Nazionale - Italia | Cronologia completa delle presenze e dei punti in Nazionale - Italia | Cronologia completa delle presenze e dei punti in Nazionale - Italia | Cronologia completa delle presenze e dei punti in Nazionale - Italia | Cronologia completa delle presenze e dei punti in Nazionale - Italia |
| Data                                                                 | Città                                                                | In casa                                                              | Risultato                                                            | Ospiti                                                               | Competizione                                                         | Punti                                                                | Note                                                                 |
| -------------------------------------------------------------------- | -------------------------------------------------------------------- | -------------------------------------------------------------------- | -------------------------------------------------------------------- | -------------------------------------------------------------------- | -------------------------------------------------------------------- | -------------------------------------------------------------------- | -------------------------------------------------------------------- |
| 10-4-1970                                                            | Ancona                                                               | Italia                                                               | 57 - 40                                                              | Danimarca                                                            | Qual. Euro 1970                                                      | -                                                                    |                                                                      |
| 11-4-1970                                                            | Ancona                                                               | Italia                                                               | 87 - 22                                                              | Inghilterra                                                          | Qual. Euro 1970                                                      | -                                                                    |                                                                      |
| 12-4-1970                                                            | Ancona                                                               | Italia                                                               | 36 - 73                                                              | Cecoslovacchia                                                       | Qual. Euro 1970                                                      | -                                                                    |                                                                      |
| 1-5-1970                                                             | Čačak                                                                | Ungheria                                                             | 71 - 57                                                              | Italia                                                               | Torneo amichevole                                                    | -                                                                    |                                                                      |
| 2-5-1970                                                             | Čačak                                                                | Jugoslavia                                                           | 67 - 57                                                              | Italia                                                               | Torneo amichevole                                                    | -                                                                    |                                                                      |
| 3-5-1970                                                             | Čačak                                                                | Bulgaria                                                             | 52 - 41                                                              | Italia                                                               | Torneo amichevole                                                    | -                                                                    |                                                                      |
| 18-7-1970                                                            | Messina                                                              | Italia                                                               | 29 - 38                                                              | Francia                                                              | Torneo amichevole                                                    | -                                                                    |                                                                      |
| 19-7-1970                                                            | Messina                                                              | Italia                                                               | 54 - 47                                                              | Jugoslavia                                                           | Torneo amichevole                                                    | -                                                                    |                                                                      |
| 20-7-1970                                                            | Messina                                                              | Italia                                                               | 38 - 62                                                              | Unione Sovietica                                                     | Torneo amichevole                                                    | -                                                                    |                                                                      |
| 22-7-1970                                                            | Messina                                                              | Italia                                                               | 63 - 24                                                              | Belgio                                                               | Torneo amichevole                                                    | -                                                                    |                                                                      |
| 25-7-1970                                                            | Sanremo                                                              | Italia                                                               | 45 - 52                                                              | Francia                                                              | Torneo amichevole                                                    | -                                                                    |                                                                      |
| 26-7-1970                                                            | Sanremo                                                              | Italia                                                               | 31 - 93                                                              | Unione Sovietica                                                     | Torneo amichevole                                                    | -                                                                    |                                                                      |
| 27-7-1970                                                            | Sanremo                                                              | Italia                                                               | 58 - 66                                                              | Jugoslavia                                                           | Torneo amichevole                                                    | -                                                                    |                                                                      |
| 11-9-1970                                                            | Rotterdam                                                            | Unione Sovietica                                                     | 89 - 32                                                              | Italia                                                               | EuroBasket 1970 - Turno preliminare Gruppo A                         | -                                                                    |                                                                      |
| 12-9-1970                                                            | Rotterdam                                                            | Italia                                                               | 58 - 63                                                              | Francia                                                              | EuroBasket 1970 - Turno preliminare Gruppo A                         | -                                                                    |                                                                      |
| 13-9-1970                                                            | Rotterdam                                                            | Polonia                                                              | 63 - 48                                                              | Italia                                                               | EuroBasket 1970 - Turno preliminare Gruppo A                         | -                                                                    |                                                                      |
| 14-9-1970                                                            | Rotterdam                                                            | Italia                                                               | 44 - 75                                                              | Ungheria                                                             | EuroBasket 1970 - Turno preliminare Gruppo A                         | -                                                                    |                                                                      |
| 15-9-1970                                                            | Rotterdam                                                            | Italia                                                               | 49 - 75                                                              | Paesi Bassi                                                          | EuroBasket 1970 - Turno preliminare Gruppo A                         | -                                                                    |                                                                      |
| 18-9-1970                                                            | Rotterdam                                                            | Austria                                                              | 54 - 67                                                              | Italia                                                               | EuroBasket 1970 - Classificazione 9º-12º posto                       | -                                                                    |                                                                      |
| 19-9-1970                                                            | Rotterdam                                                            | Ungheria                                                             | 59 - 60                                                              | Italia                                                               | EuroBasket 1970 - Finale 9º posto                                    | -                                                                    |                                                                      |
| Totale                                                               |                                                                      | Presenze                                                             | 20                                                                   |                                                                      | Punti                                                                |                                                                      |                                                                      |

## 1971-1980

### 1971
| Cronologia completa delle presenze e dei punti in Nazionale - Italia | Cronologia completa delle presenze e dei punti in Nazionale - Italia | Cronologia completa delle presenze e dei punti in Nazionale - Italia | Cronologia completa delle presenze e dei punti in Nazionale - Italia | Cronologia completa delle presenze e dei punti in Nazionale - Italia | Cronologia completa delle presenze e dei punti in Nazionale - Italia | Cronologia completa delle presenze e dei punti in Nazionale - Italia | Cronologia completa delle presenze e dei punti in Nazionale - Italia |
| Data                                                                 | Città                                                                | In casa                                                              | Risultato                                                            | Ospiti                                                               | Competizione                                                         | Punti                                                                | Note                                                                 |
| -------------------------------------------------------------------- | -------------------------------------------------------------------- | -------------------------------------------------------------------- | -------------------------------------------------------------------- | -------------------------------------------------------------------- | -------------------------------------------------------------------- | -------------------------------------------------------------------- | -------------------------------------------------------------------- |
| 16-7-1971                                                            | Messina                                                              | Italia                                                               | 41 - 53                                                              | Jugoslavia                                                           | Torneo amichevole                                                    | -                                                                    |                                                                      |
| 17-7-1971                                                            | Messina                                                              | Italia                                                               | 44 - 55                                                              | Cecoslovacchia                                                       | Torneo amichevole                                                    | -                                                                    |                                                                      |
| 18-7-1971                                                            | Messina                                                              | Italia                                                               | 44 - 57                                                              | Ungheria                                                             | Torneo amichevole                                                    | -                                                                    |                                                                      |
| 20-7-1971                                                            | Palermo                                                              | Italia                                                               | 57 - 56                                                              | Jugoslavia                                                           | Torneo amichevole                                                    | -                                                                    |                                                                      |
| 21-7-1971                                                            | Palermo                                                              | Italia                                                               | 58 - 62                                                              | Cecoslovacchia                                                       | Torneo amichevole                                                    | -                                                                    |                                                                      |
| 22-7-1971                                                            | Palermo                                                              | Italia                                                               | 63 - 62                                                              | Ungheria                                                             | Torneo amichevole                                                    | -                                                                    |                                                                      |
| 24-7-1971                                                            | Piazza Armerina                                                      | Italia                                                               | 59 - 58                                                              | Jugoslavia                                                           | Torneo amichevole                                                    | -                                                                    |                                                                      |
| 25-7-1971                                                            | Piazza Armerina                                                      | Italia                                                               | 40 - 68                                                              | Cecoslovacchia                                                       | Torneo amichevole                                                    | -                                                                    |                                                                      |
| 27-7-1971                                                            | Ragusa                                                               | Italia                                                               | 42 - 41                                                              | Ungheria                                                             | Torneo amichevole                                                    | -                                                                    |                                                                      |
| 28-7-1971                                                            | Ragusa                                                               | Italia                                                               | 48 - 41                                                              | Jugoslavia                                                           | Torneo amichevole                                                    | -                                                                    |                                                                      |
| 29-7-1971                                                            | Ragusa                                                               | Italia                                                               | 39 - 56                                                              | Cecoslovacchia                                                       | Torneo amichevole                                                    | -                                                                    |                                                                      |
| 1-8-1971                                                             | Sanremo                                                              | Italia                                                               | 51 - 55                                                              | Cecoslovacchia                                                       | Torneo amichevole                                                    | -                                                                    |                                                                      |
| 2-8-1971                                                             | Sanremo                                                              | Italia                                                               | 48 - 52                                                              | Ungheria                                                             | Torneo amichevole                                                    | -                                                                    |                                                                      |
| 3-8-1971                                                             | Sanremo                                                              | Italia                                                               | 74 - 61                                                              | Jugoslavia                                                           | Torneo amichevole                                                    | -                                                                    |                                                                      |
| 17-12-1971                                                           | Sarajevo                                                             | Bulgaria                                                             | 57 - 58                                                              | Italia                                                               | Torneo amichevole                                                    | -                                                                    |                                                                      |
| 18-12-1971                                                           | Sarajevo                                                             | Jugoslavia                                                           | 64 - 60                                                              | Italia                                                               | Torneo amichevole                                                    | -                                                                    |                                                                      |
| 19-12-1971                                                           | Sarajevo                                                             | Romania                                                              | 45 - 56                                                              | Italia                                                               | Torneo amichevole                                                    | -                                                                    |                                                                      |
| Totale                                                               |                                                                      | Presenze                                                             | 17                                                                   |                                                                      | Punti                                                                |                                                                      |                                                                      |

### 1972
| Cronologia completa delle presenze e dei punti in Nazionale - Italia | Cronologia completa delle presenze e dei punti in Nazionale - Italia | Cronologia completa delle presenze e dei punti in Nazionale - Italia | Cronologia completa delle presenze e dei punti in Nazionale - Italia | Cronologia completa delle presenze e dei punti in Nazionale - Italia | Cronologia completa delle presenze e dei punti in Nazionale - Italia | Cronologia completa delle presenze e dei punti in Nazionale - Italia | Cronologia completa delle presenze e dei punti in Nazionale - Italia |
| Data                                                                 | Città                                                                | In casa                                                              | Risultato                                                            | Ospiti                                                               | Competizione                                                         | Punti                                                                | Note                                                                 |
| -------------------------------------------------------------------- | -------------------------------------------------------------------- | -------------------------------------------------------------------- | -------------------------------------------------------------------- | -------------------------------------------------------------------- | -------------------------------------------------------------------- | -------------------------------------------------------------------- | -------------------------------------------------------------------- |
| 3-5-1972                                                             | Bari                                                                 | Italia                                                               | 94 - 31                                                              | Scozia                                                               | Qual. Euro 1972                                                      | -                                                                    |                                                                      |
| 4-5-1972                                                             | Bari                                                                 | Italia                                                               | 53 - 54                                                              | Austria                                                              | Qual. Euro 1972                                                      | -                                                                    |                                                                      |
| 5-5-1972                                                             | Bari                                                                 | Italia                                                               | 70 - 28                                                              | Grecia                                                               | Qual. Euro 1972                                                      | -                                                                    |                                                                      |
| 6-5-1972                                                             | Bari                                                                 | Italia                                                               | 54 - 43                                                              | Israele                                                              | Qual. Euro 1972                                                      | -                                                                    |                                                                      |
| 7-5-1972                                                             | Bari                                                                 | Italia                                                               | 64 - 36                                                              | Inghilterra                                                          | Qual. Euro 1972                                                      | -                                                                    |                                                                      |
| 17-7-1972                                                            | Messina                                                              | Italia                                                               | 47 - 51                                                              | Polonia                                                              | Torneo amichevole                                                    | -                                                                    |                                                                      |
| 18-7-1972                                                            | Messina                                                              | Italia                                                               | 75 - 50                                                              | Canada                                                               | Torneo amichevole                                                    | -                                                                    |                                                                      |
| 20-7-1972                                                            | Messina                                                              | Italia                                                               | 40 - 36                                                              | Francia                                                              | Torneo amichevole                                                    | -                                                                    |                                                                      |
| 22-7-1972                                                            | Palermo                                                              | Italia                                                               | 43 - 32                                                              | Canada                                                               | Torneo amichevole                                                    | -                                                                    |                                                                      |
| 23-7-1972                                                            | Palermo                                                              | Italia                                                               | 52 - 58                                                              | Polonia                                                              | Torneo amichevole                                                    | -                                                                    |                                                                      |
| 24-7-1972                                                            | Palermo                                                              | Italia                                                               | 41 - 39                                                              | Francia                                                              | Torneo amichevole                                                    | -                                                                    |                                                                      |
| 26-7-1972                                                            | Piazza Armerina                                                      | Italia                                                               | 54 - 53                                                              | Canada                                                               | Torneo amichevole                                                    | -                                                                    |                                                                      |
| 27-7-1972                                                            | Piazza Armerina                                                      | Italia                                                               | 44 - 56                                                              | Francia                                                              | Torneo amichevole                                                    | -                                                                    |                                                                      |
| 29-7-1972                                                            | Ragusa                                                               | Italia                                                               | 55 - 40                                                              | Canada                                                               | Torneo amichevole                                                    | -                                                                    |                                                                      |
| 30-7-1972                                                            | Ragusa                                                               | Italia                                                               | 46 - 42                                                              | Polonia                                                              | Torneo amichevole                                                    | -                                                                    |                                                                      |
| 1-8-1972                                                             | Rapallo                                                              | Italia                                                               | 48 - 39                                                              | Canada                                                               | Torneo amichevole                                                    | -                                                                    |                                                                      |
| 2-8-1972                                                             | Rapallo                                                              | Italia                                                               | 37 - 36                                                              | Francia                                                              | Torneo amichevole                                                    | -                                                                    |                                                                      |
| 3-8-1972                                                             | Rapallo                                                              | Italia                                                               | 45 - 62                                                              | Polonia                                                              | Torneo amichevole                                                    | -                                                                    |                                                                      |
| 8-10-1972                                                            | Bourgas                                                              | Jugoslavia                                                           | 59 - 55                                                              | Italia                                                               | EuroBasket 1972 - Turno preliminare Gruppo A                         | -                                                                    |                                                                      |
| 9-10-1972                                                            | Bourgas                                                              | Italia                                                               | 30 - 67                                                              | Ungheria                                                             | EuroBasket 1972 - Turno preliminare Gruppo A                         | -                                                                    |                                                                      |
| 10-10-1972                                                           | Bourgas                                                              | Italia                                                               | 37 - 93                                                              | Unione Sovietica                                                     | EuroBasket 1972 - Turno preliminare Gruppo A                         | -                                                                    |                                                                      |
| 11-10-1972                                                           | Bourgas                                                              | Polonia                                                              | 43 - 36                                                              | Italia                                                               | EuroBasket 1972 - Turno preliminare Gruppo A                         | -                                                                    |                                                                      |
| 12-10-1972                                                           | Bourgas                                                              | Romania                                                              | 46 - 38                                                              | Italia                                                               | EuroBasket 1972 - Turno preliminare Gruppo A                         | -                                                                    |                                                                      |
| 14-10-1972                                                           | Bourgas                                                              | Italia                                                               | 40 - 65                                                              | Germania Est                                                         | EuroBasket 1972 - Classificazione 7º-12º posto                       | -                                                                    |                                                                      |
| 15-10-1972                                                           | Bourgas                                                              | Italia                                                               | 63 - 44                                                              | Austria                                                              | EuroBasket 1972 - Classificazione 7º-12º posto                       | -                                                                    |                                                                      |
| 16-10-1972                                                           | Bourgas                                                              | Italia                                                               | 54 - 44                                                              | Paesi Bassi                                                          | EuroBasket 1972 - Classificazione 7º-12º posto                       | -                                                                    |                                                                      |
| Totale                                                               |                                                                      | Presenze                                                             | 26                                                                   |                                                                      | Punti                                                                |                                                                      |                                                                      |

### 1973
| Cronologia completa delle presenze e dei punti in Nazionale - Italia | Cronologia completa delle presenze e dei punti in Nazionale - Italia | Cronologia completa delle presenze e dei punti in Nazionale - Italia | Cronologia completa delle presenze e dei punti in Nazionale - Italia | Cronologia completa delle presenze e dei punti in Nazionale - Italia | Cronologia completa delle presenze e dei punti in Nazionale - Italia | Cronologia completa delle presenze e dei punti in Nazionale - Italia | Cronologia completa delle presenze e dei punti in Nazionale - Italia |
| Data                                                                 | Città                                                                | In casa                                                              | Risultato                                                            | Ospiti                                                               | Competizione                                                         | Punti                                                                | Note                                                                 |
| -------------------------------------------------------------------- | -------------------------------------------------------------------- | -------------------------------------------------------------------- | -------------------------------------------------------------------- | -------------------------------------------------------------------- | -------------------------------------------------------------------- | -------------------------------------------------------------------- | -------------------------------------------------------------------- |
| 29-3-1973                                                            | San Paolo                                                            | Brasile                                                              | 59 - 60                                                              | Italia                                                               | Torneo amichevole                                                    | -                                                                    |                                                                      |
| 30-3-1973                                                            | San Paolo                                                            | Cecoslovacchia                                                       | 58 - 45                                                              | Italia                                                               | Torneo amichevole                                                    | -                                                                    |                                                                      |
| 31-3-1973                                                            | San Paolo                                                            | Messico                                                              | 66 - 58                                                              | Italia                                                               | Torneo amichevole                                                    | -                                                                    |                                                                      |
| 2-4-1973                                                             | Rio de Janeiro                                                       | Cecoslovacchia                                                       | 54 - 44                                                              | Italia                                                               | Torneo amichevole                                                    | -                                                                    |                                                                      |
| 3-4-1973                                                             | Rio de Janeiro                                                       | Brasile                                                              | 42 - 55                                                              | Italia                                                               | Torneo amichevole                                                    | -                                                                    |                                                                      |
| 4-4-1973                                                             | Rio de Janeiro                                                       | Messico                                                              | 39 - 59                                                              | Italia                                                               | Torneo amichevole                                                    | -                                                                    |                                                                      |
| 11-7-1973                                                            | Messina                                                              | Italia                                                               | 56 - 55                                                              | Romania                                                              | Torneo amichevole                                                    | -                                                                    |                                                                      |
| 12-7-1973                                                            | Messina                                                              | Italia                                                               | 73 - 42                                                              | Italia juniores                                                      | Torneo amichevole                                                    | -                                                                    |                                                                      |
| 13-7-1973                                                            | Messina                                                              | Italia                                                               | 72 - 48                                                              | Cina                                                                 | Torneo amichevole                                                    | -                                                                    |                                                                      |
| 14-7-1973                                                            | Messina                                                              | Italia                                                               | 49 - 46                                                              | Jugoslavia                                                           | Torneo amichevole                                                    | -                                                                    |                                                                      |
| 15-7-1973                                                            | Messina                                                              | Italia                                                               | 45 - 43                                                              | Ungheria                                                             | Torneo amichevole                                                    | -                                                                    |                                                                      |
| 17-7-1973                                                            | Ragusa                                                               | Italia                                                               | 50 - 54                                                              | Ungheria                                                             | Torneo amichevole                                                    | -                                                                    |                                                                      |
| 18-7-1973                                                            | Ragusa                                                               | Italia                                                               | 65 - 57                                                              | Jugoslavia                                                           | Torneo amichevole                                                    | -                                                                    |                                                                      |
| 20-7-1973                                                            | Piazza Armerina                                                      | Italia                                                               | 76 - 72                                                              | Cina                                                                 | Torneo amichevole                                                    | -                                                                    |                                                                      |
| 21-7-1973                                                            | Piazza Armerina                                                      | Italia                                                               | 57 - 52                                                              | Ungheria                                                             | Torneo amichevole                                                    | -                                                                    |                                                                      |
| 16-9-1973                                                            | Budapest                                                             | Germania Est                                                         | 64 - 83                                                              | Italia                                                               | Torneo amichevole                                                    | -                                                                    |                                                                      |
| 17-9-1973                                                            | Budapest                                                             | Ungheria B                                                           | 47 - 45                                                              | Italia                                                               | Torneo amichevole                                                    | -                                                                    |                                                                      |
| 18-9-1973                                                            | Budapest                                                             | Ungheria                                                             | 47 - 81                                                              | Italia                                                               | Torneo amichevole                                                    | -                                                                    |                                                                      |
| Totale                                                               |                                                                      | Presenze                                                             | 18                                                                   |                                                                      | Punti                                                                |                                                                      |                                                                      |

### 1974
| Cronologia completa delle presenze e dei punti in Nazionale - Italia | Cronologia completa delle presenze e dei punti in Nazionale - Italia | Cronologia completa delle presenze e dei punti in Nazionale - Italia | Cronologia completa delle presenze e dei punti in Nazionale - Italia | Cronologia completa delle presenze e dei punti in Nazionale - Italia | Cronologia completa delle presenze e dei punti in Nazionale - Italia | Cronologia completa delle presenze e dei punti in Nazionale - Italia | Cronologia completa delle presenze e dei punti in Nazionale - Italia |
| Data                                                                 | Città                                                                | In casa                                                              | Risultato                                                            | Ospiti                                                               | Competizione                                                         | Punti                                                                | Note                                                                 |
| -------------------------------------------------------------------- | -------------------------------------------------------------------- | -------------------------------------------------------------------- | -------------------------------------------------------------------- | -------------------------------------------------------------------- | -------------------------------------------------------------------- | -------------------------------------------------------------------- | -------------------------------------------------------------------- |
| 20-4-1974                                                            | Faenza                                                               | Italia                                                               | 43 - 44                                                              | Giappone                                                             | Amichevole                                                           | -                                                                    |                                                                      |
| 21-4-1974                                                            | Novara                                                               | Italia                                                               | 59 - 75                                                              | Giappone                                                             | Amichevole                                                           | -                                                                    |                                                                      |
| 26-4-1974                                                            | Budapest                                                             | Bulgaria                                                             | 47 - 62                                                              | Italia                                                               | Torneo amichevole                                                    | -                                                                    |                                                                      |
| 27-4-1974                                                            | Budapest                                                             | Ungheria B                                                           | 53 - 78                                                              | Italia                                                               | Torneo amichevole                                                    | -                                                                    |                                                                      |
| 28-4-1974                                                            | Budapest                                                             | Romania                                                              | 55 - 69                                                              | Italia                                                               | Torneo amichevole                                                    | -                                                                    |                                                                      |
| 29-4-1974                                                            | Budapest                                                             | Ungheria                                                             | 68 - 60                                                              | Italia                                                               | Torneo amichevole                                                    | -                                                                    |                                                                      |
| 30-4-1974                                                            | Budapest                                                             | Germania Ovest                                                       | 47 - 62                                                              | Italia                                                               | Torneo amichevole                                                    | -                                                                    |                                                                      |
| 10-7-1974                                                            | Messina                                                              | Italia                                                               | 54 - 50                                                              | Canada                                                               | Torneo amichevole                                                    | -                                                                    |                                                                      |
| 11-7-1974                                                            | Messina                                                              | Italia                                                               | 49 - 65                                                              | Unione Sovietica                                                     | Torneo amichevole                                                    | -                                                                    |                                                                      |
| 12-7-1974                                                            | Messina                                                              | Italia                                                               | 37 - 29                                                              | Francia                                                              | Torneo amichevole                                                    | -                                                                    |                                                                      |
| 13-7-1974                                                            | Cefalù                                                               | Italia                                                               | 44 - 51                                                              | Francia                                                              | Torneo amichevole                                                    | -                                                                    |                                                                      |
| 14-7-1974                                                            | Cefalù                                                               | Italia                                                               | 52 - 56                                                              | Canada                                                               | Torneo amichevole                                                    | -                                                                    |                                                                      |
| 16-7-1974                                                            | Piazza Armerina                                                      | Italia                                                               | 89 - 56                                                              | Canada                                                               | Torneo amichevole                                                    | -                                                                    |                                                                      |
| 17-7-1974                                                            | Piazza Armerina                                                      | Italia                                                               | 39 - 74                                                              | Unione Sovietica                                                     | Torneo amichevole                                                    | -                                                                    |                                                                      |
| 19-7-1974                                                            | Loano                                                                | Italia                                                               | 39 - 48                                                              | Canada                                                               | Torneo amichevole                                                    | -                                                                    |                                                                      |
| 20-7-1974                                                            | Loano                                                                | Italia                                                               | 42 - 43                                                              | Francia                                                              | Torneo amichevole                                                    | -                                                                    |                                                                      |
| 22-7-1974                                                            | Genova                                                               | Italia                                                               | 61 - 63                                                              | Canada                                                               | Torneo amichevole                                                    | -                                                                    |                                                                      |
| 23-7-1974                                                            | Genova                                                               | Italia                                                               | 13 - 12                                                              | Francia                                                              | Torneo amichevole                                                    | -                                                                    |                                                                      |
| 27-8-1974                                                            | Cagliari                                                             | Cecoslovacchia                                                       | 60 - 40                                                              | Italia                                                               | EuroBasket 1974 - Girone finale                                      | -                                                                    |                                                                      |
| 28-8-1974                                                            | Cagliari                                                             | Romania                                                              | 45 - 52                                                              | Italia                                                               | EuroBasket 1974 - Girone finale                                      | -                                                                    |                                                                      |
| 29-8-1974                                                            | Cagliari                                                             | Francia                                                              | 46 - 42                                                              | Italia                                                               | EuroBasket 1974 - Girone finale                                      | -                                                                    |                                                                      |
| 31-8-1974                                                            | Cagliari                                                             | Bulgaria                                                             | 44 - 53                                                              | Italia                                                               | EuroBasket 1974 - Girone finale                                      | -                                                                    |                                                                      |
| 2-9-1974                                                             | Cagliari                                                             | Unione Sovietica                                                     | 81 - 32                                                              | Italia                                                               | EuroBasket 1974 - Girone finale                                      | -                                                                    |                                                                      |
| 3-9-1974                                                             | Cagliari                                                             | Ungheria                                                             | 44 - 51                                                              | Italia                                                               | EuroBasket 1974 - Girone finale                                      | -                                                                    | 3º posto                                                             |
| Totale                                                               |                                                                      | Presenze                                                             | 24                                                                   |                                                                      | Punti                                                                |                                                                      |                                                                      |

### 1975
| Cronologia completa delle presenze e dei punti in Nazionale - Italia | Cronologia completa delle presenze e dei punti in Nazionale - Italia | Cronologia completa delle presenze e dei punti in Nazionale - Italia | Cronologia completa delle presenze e dei punti in Nazionale - Italia | Cronologia completa delle presenze e dei punti in Nazionale - Italia | Cronologia completa delle presenze e dei punti in Nazionale - Italia | Cronologia completa delle presenze e dei punti in Nazionale - Italia | Cronologia completa delle presenze e dei punti in Nazionale - Italia |
| Data                                                                 | Città                                                                | In casa                                                              | Risultato                                                            | Ospiti                                                               | Competizione                                                         | Punti                                                                | Note                                                                 |
| -------------------------------------------------------------------- | -------------------------------------------------------------------- | -------------------------------------------------------------------- | -------------------------------------------------------------------- | -------------------------------------------------------------------- | -------------------------------------------------------------------- | -------------------------------------------------------------------- | -------------------------------------------------------------------- |
| 31-3-1975                                                            | Zakopane                                                             | Cecoslovacchia                                                       | 73 - 66                                                              | Italia                                                               | Torneo amichevole                                                    | -                                                                    |                                                                      |
| 1-4-1975                                                             | Zakopane                                                             | Polonia                                                              | 53 - 58                                                              | Italia                                                               | Torneo amichevole                                                    | -                                                                    |                                                                      |
| 2-4-1975                                                             | Zakopane                                                             | Germania Est                                                         | 35 - 53                                                              | Italia                                                               | Torneo amichevole                                                    | -                                                                    |                                                                      |
| 12-7-1975                                                            | Messina                                                              | Italia                                                               | 52 - 44                                                              | Cecoslovacchia                                                       | Torneo amichevole                                                    | -                                                                    |                                                                      |
| 13-7-1975                                                            | Messina                                                              | Italia                                                               | 65 - 54                                                              | Brasile                                                              | Torneo amichevole                                                    | -                                                                    |                                                                      |
| 14-7-1975                                                            | Messina                                                              | Italia                                                               | 69 - 34                                                              | Italia juniores                                                      | Torneo amichevole                                                    | -                                                                    |                                                                      |
| 16-7-1975                                                            | Messina                                                              | Italia                                                               | 47 - 40                                                              | Cuba                                                                 | Torneo amichevole                                                    | -                                                                    |                                                                      |
| 18-7-1975                                                            | Cefalù                                                               | Italia                                                               | 74 - 62                                                              | Brasile                                                              | Torneo amichevole                                                    | -                                                                    |                                                                      |
| 19-7-1975                                                            | Cefalù                                                               | Italia                                                               | 44 - 47                                                              | Cuba                                                                 | Torneo amichevole                                                    | -                                                                    |                                                                      |
| 20-7-1975                                                            | Cefalù                                                               | Italia                                                               | 58 - 55                                                              | Cecoslovacchia                                                       | Torneo amichevole                                                    | -                                                                    |                                                                      |
| 22-7-1975                                                            | Piazza Armerina                                                      | Italia                                                               | 64 - 61                                                              | Brasile                                                              | Torneo amichevole                                                    | -                                                                    |                                                                      |
| 23-7-1975                                                            | Piazza Armerina                                                      | Italia                                                               | 63 - 82                                                              | Cecoslovacchia                                                       | Torneo amichevole                                                    | -                                                                    |                                                                      |
| 3-9-1975                                                             | Košice                                                               | Cecoslovacchia B                                                     | 43 - 56                                                              | Italia                                                               | Torneo amichevole                                                    | -                                                                    |                                                                      |
| 4-9-1975                                                             | Košice                                                               | Bulgaria                                                             | 56 - 59                                                              | Italia                                                               | Torneo amichevole                                                    | -                                                                    |                                                                      |
| 5-9-1975                                                             | Košice                                                               | Canada                                                               | 57 - 66                                                              | Italia                                                               | Torneo amichevole                                                    | -                                                                    |                                                                      |
| 6-9-1975                                                             | Košice                                                               | Cecoslovacchia                                                       | 62 - 54                                                              | Italia                                                               | Torneo amichevole                                                    | -                                                                    |                                                                      |
| 7-9-1975                                                             | Košice                                                               | Francia                                                              | 54 - 55                                                              | Italia                                                               | Torneo amichevole                                                    | -                                                                    |                                                                      |
| 23-9-1975                                                            | Cali                                                                 | Brasile                                                              | 59 - 80                                                              | Italia                                                               | Mondiali 1975 - Turno preliminare Gruppo B                           | -                                                                    |                                                                      |
| 24-9-1975                                                            | Cali                                                                 | Italia                                                               | 61 - 59                                                              | Corea del Sud                                                        | Mondiali 1975 - Turno preliminare Gruppo B                           | -                                                                    |                                                                      |
| 25-9-1975                                                            | Cali                                                                 | Italia                                                               | 66 - 15                                                              | Senegal                                                              | Mondiali 1975 - Turno preliminare Gruppo B                           | -                                                                    |                                                                      |
| 28-9-1975                                                            | Cali                                                                 | Colombia                                                             | 63 - 81                                                              | Italia                                                               | Mondiali 1975 - Fase finale                                          | -                                                                    |                                                                      |
| 29-9-1975                                                            | Cali                                                                 | Cecoslovacchia                                                       | 55 - 45                                                              | Italia                                                               | Mondiali 1975 - Fase finale                                          | -                                                                    |                                                                      |
| 2-10-1975                                                            | Cali                                                                 | Italia                                                               | 56 - 53                                                              | Messico                                                              | Mondiali 1975 - Fase finale                                          | -                                                                    |                                                                      |
| 3-10-1975                                                            | Cali                                                                 | Italia                                                               | 49 - 50                                                              | Giappone                                                             | Mondiali 1975 - Fase finale                                          | -                                                                    |                                                                      |
| 4-10-1975                                                            | Cali                                                                 | Italia                                                               | 49 - 85                                                              | Unione Sovietica                                                     | Mondiali 1975 - Fase finale                                          | -                                                                    |                                                                      |
| Totale                                                               |                                                                      | Presenze                                                             | 25                                                                   |                                                                      | Punti                                                                |                                                                      |                                                                      |

### 1976
| Cronologia completa delle presenze e dei punti in Nazionale - Italia | Cronologia completa delle presenze e dei punti in Nazionale - Italia | Cronologia completa delle presenze e dei punti in Nazionale - Italia | Cronologia completa delle presenze e dei punti in Nazionale - Italia | Cronologia completa delle presenze e dei punti in Nazionale - Italia | Cronologia completa delle presenze e dei punti in Nazionale - Italia | Cronologia completa delle presenze e dei punti in Nazionale - Italia | Cronologia completa delle presenze e dei punti in Nazionale - Italia |
| Data                                                                 | Città                                                                | In casa                                                              | Risultato                                                            | Ospiti                                                               | Competizione                                                         | Punti                                                                | Note                                                                 |
| -------------------------------------------------------------------- | -------------------------------------------------------------------- | -------------------------------------------------------------------- | -------------------------------------------------------------------- | -------------------------------------------------------------------- | -------------------------------------------------------------------- | -------------------------------------------------------------------- | -------------------------------------------------------------------- |
| 6-5-1976                                                             | Písek                                                                | Canada                                                               | 47 - 63                                                              | Italia                                                               | Torneo amichevole                                                    | -                                                                    |                                                                      |
| 7-5-1976                                                             | Strakonice                                                           | Cecoslovacchia                                                       | 48 - 42                                                              | Italia                                                               | Torneo amichevole                                                    | -                                                                    |                                                                      |
| 8-5-1976                                                             | Strakonice                                                           | Cuba                                                                 | 52 - 47                                                              | Italia                                                               | Torneo amichevole                                                    | -                                                                    |                                                                      |
| 9-5-1976                                                             | Písek                                                                | Unione Sovietica                                                     | 65 - 52                                                              | Italia                                                               | Torneo amichevole                                                    | -                                                                    |                                                                      |
| 10-5-1976                                                            | Praga                                                                | Polonia                                                              | 64 - 72                                                              | Italia                                                               | Torneo amichevole                                                    | -                                                                    |                                                                      |
| 13-5-1976                                                            | Faenza                                                               | Italia                                                               | 62 - 50                                                              | Paesi Bassi                                                          | Torneo amichevole                                                    | -                                                                    |                                                                      |
| 14-5-1976                                                            | Faenza                                                               | Italia                                                               | 66 - 42                                                              | Canada                                                               | Torneo amichevole                                                    | -                                                                    |                                                                      |
| 15-5-1976                                                            | Faenza                                                               | Italia                                                               | 70 - 60                                                              | Ungheria                                                             | Torneo amichevole                                                    | -                                                                    |                                                                      |
| 20-5-1976                                                            | Le Mont-Dore                                                         | Polonia                                                              | 74 - 56                                                              | Italia                                                               | EuroBasket 1976 - Turno preliminare Gruppo B                         | -                                                                    |                                                                      |
| 21-5-1976                                                            | Le Mont-Dore                                                         | Italia                                                               | 59 - 53                                                              | Germania Ovest                                                       | EuroBasket 1976 - Turno preliminare Gruppo B                         | -                                                                    |                                                                      |
| 22-5-1976                                                            | Le Mont-Dore                                                         | Ungheria                                                             | 43 - 55                                                              | Italia                                                               | EuroBasket 1976 - Turno preliminare Gruppo B                         | -                                                                    |                                                                      |
| 24-5-1976                                                            | Clermont-Ferrand                                                     | Francia                                                              | 58 - 41                                                              | Italia                                                               | EuroBasket 1976 - Fase finale                                        | -                                                                    |                                                                      |
| 26-5-1976                                                            | Clermont-Ferrand                                                     | Italia                                                               | 51 - 60                                                              | Cecoslovacchia                                                       | EuroBasket 1976 - Fase finale                                        | -                                                                    |                                                                      |
| 27-5-1976                                                            | Clermont-Ferrand                                                     | Unione Sovietica                                                     | 90 - 49                                                              | Italia                                                               | EuroBasket 1976 - Fase finale                                        | -                                                                    |                                                                      |
| 28-5-1976                                                            | Clermont-Ferrand                                                     | Jugoslavia                                                           | 75 - 65                                                              | Italia                                                               | EuroBasket 1976 - Fase finale                                        | -                                                                    |                                                                      |
| 29-5-1976                                                            | Clermont-Ferrand                                                     | Italia                                                               | 65 - 56                                                              | Bulgaria                                                             | EuroBasket 1976 - Fase finale                                        | -                                                                    |                                                                      |
| 17-6-1976                                                            | Sesto San Giovanni                                                   | Italia                                                               | 78 - 38                                                              | Germania Ovest                                                       | Torneo amichevole                                                    | -                                                                    |                                                                      |
| 18-6-1976                                                            | Sesto San Giovanni                                                   | Italia                                                               | 73 - 66                                                              | Jugoslavia                                                           | Torneo amichevole                                                    | -                                                                    |                                                                      |
| 19-6-1976                                                            | Sesto San Giovanni                                                   | Italia                                                               | 62 - 87                                                              | Unione Sovietica                                                     | Torneo amichevole                                                    | -                                                                    |                                                                      |
| 24-6-1976                                                            | Hamilton                                                             | Cuba                                                                 | 51 - 50                                                              | Italia                                                               | Qual. Olimpiadi 1976                                                 | -                                                                    |                                                                      |
| 25-6-1976                                                            | Hamilton                                                             | Inghilterra                                                          | 25 - 69                                                              | Italia                                                               | Qual. Olimpiadi 1976                                                 | -                                                                    |                                                                      |
| 28-6-1976                                                            | Hamilton                                                             | Corea del Sud                                                        | 62 - 61                                                              | Italia                                                               | Qual. Olimpiadi 1976                                                 | -                                                                    |                                                                      |
| 30-6-1976                                                            | Hamilton                                                             | Bulgaria                                                             | 77 - 57                                                              | Italia                                                               | Qual. Olimpiadi 1976                                                 | -                                                                    |                                                                      |
| Totale                                                               |                                                                      | Presenze                                                             | 23                                                                   |                                                                      | Punti                                                                |                                                                      |                                                                      |

### 1977
| Cronologia completa delle presenze e dei punti in Nazionale - Italia | Cronologia completa delle presenze e dei punti in Nazionale - Italia | Cronologia completa delle presenze e dei punti in Nazionale - Italia | Cronologia completa delle presenze e dei punti in Nazionale - Italia | Cronologia completa delle presenze e dei punti in Nazionale - Italia | Cronologia completa delle presenze e dei punti in Nazionale - Italia | Cronologia completa delle presenze e dei punti in Nazionale - Italia | Cronologia completa delle presenze e dei punti in Nazionale - Italia |
| Data                                                                 | Città                                                                | In casa                                                              | Risultato                                                            | Ospiti                                                               | Competizione                                                         | Punti                                                                | Note                                                                 |
| -------------------------------------------------------------------- | -------------------------------------------------------------------- | -------------------------------------------------------------------- | -------------------------------------------------------------------- | -------------------------------------------------------------------- | -------------------------------------------------------------------- | -------------------------------------------------------------------- | -------------------------------------------------------------------- |
| 25-6-1977                                                            | Zakopane                                                             | Paesi Bassi                                                          | 58 - 53                                                              | Italia                                                               | Torneo amichevole                                                    | -                                                                    |                                                                      |
| 26-6-1977                                                            | Zakopane                                                             | Polonia                                                              | 71 - 66                                                              | Italia                                                               | Torneo amichevole                                                    | -                                                                    |                                                                      |
| 27-6-1977                                                            | Zakopane                                                             | Germania Est                                                         | 52 - 73                                                              | Italia                                                               | Torneo amichevole                                                    | -                                                                    |                                                                      |
| 28-6-1977                                                            | Zakopane                                                             | Cuba                                                                 | 96 - 47                                                              | Italia                                                               | Torneo amichevole                                                    | -                                                                    |                                                                      |
| 29-6-1977                                                            | Zakopane                                                             | Polonia B                                                            | 74 - 69                                                              | Italia                                                               | Torneo amichevole                                                    | -                                                                    |                                                                      |
| 20-7-1977                                                            | Messina                                                              | Italia                                                               | 57 - 56                                                              | Germania Ovest                                                       | Torneo amichevole                                                    | -                                                                    |                                                                      |
| 21-7-1977                                                            | Messina                                                              | Italia                                                               | 82 - 49                                                              | Belgio                                                               | Torneo amichevole                                                    | -                                                                    |                                                                      |
| 22-7-1977                                                            | Messina                                                              | Italia                                                               | 73 - 76                                                              | Corea del Sud                                                        | Torneo amichevole                                                    | -                                                                    |                                                                      |
| 24-7-1977                                                            | Cefalù                                                               | Italia                                                               | 80 - 59                                                              | Germania Ovest                                                       | Torneo amichevole                                                    | -                                                                    |                                                                      |
| 25-7-1977                                                            | Cefalù                                                               | Italia                                                               | 75 - 36                                                              | Belgio                                                               | Torneo amichevole                                                    | -                                                                    |                                                                      |
| 26-7-1977                                                            | Cefalù                                                               | Italia                                                               | 81 - 74                                                              | Corea del Sud                                                        | Torneo amichevole                                                    | -                                                                    |                                                                      |
| 28-7-1977                                                            | Capo d'Orlando                                                       | Italia                                                               | 68 - 53                                                              | Belgio                                                               | Torneo amichevole                                                    | -                                                                    |                                                                      |
| 29-7-1977                                                            | Capo d'Orlando                                                       | Italia                                                               | 87 - 55                                                              | Germania Ovest                                                       | Torneo amichevole                                                    | -                                                                    |                                                                      |
| 30-7-1977                                                            | Capo d'Orlando                                                       | Italia                                                               | 61 - 56                                                              | Corea del Sud                                                        | Torneo amichevole                                                    | -                                                                    |                                                                      |
| 1-8-1977                                                             | Cisternino                                                           | Italia                                                               | 82 - 63                                                              | Germania Ovest                                                       | Torneo amichevole                                                    | -                                                                    |                                                                      |
| 2-8-1977                                                             | Cisternino                                                           | Italia                                                               | 107 - 54                                                             | Belgio                                                               | Torneo amichevole                                                    | -                                                                    |                                                                      |
| 3-8-1977                                                             | Cisternino                                                           | Italia                                                               | 64 - 96                                                              | Corea del Sud                                                        | Torneo amichevole                                                    | -                                                                    |                                                                      |
| 5-8-1977                                                             | Termoli                                                              | Italia                                                               | 115 - 58                                                             | Germania Ovest                                                       | Torneo amichevole                                                    | -                                                                    |                                                                      |
| 6-8-1977                                                             | Termoli                                                              | Italia                                                               | 96 - 76                                                              | Belgio                                                               | Torneo amichevole                                                    | -                                                                    |                                                                      |
| 7-8-1977                                                             | Termoli                                                              | Italia                                                               | 93 - 84                                                              | Corea del Sud                                                        | Torneo amichevole                                                    | -                                                                    |                                                                      |
| Totale                                                               |                                                                      | Presenze                                                             | 20                                                                   |                                                                      | Punti                                                                |                                                                      |                                                                      |

### 1978
| Cronologia completa delle presenze e dei punti in Nazionale - Italia | Cronologia completa delle presenze e dei punti in Nazionale - Italia | Cronologia completa delle presenze e dei punti in Nazionale - Italia | Cronologia completa delle presenze e dei punti in Nazionale - Italia | Cronologia completa delle presenze e dei punti in Nazionale - Italia | Cronologia completa delle presenze e dei punti in Nazionale - Italia | Cronologia completa delle presenze e dei punti in Nazionale - Italia | Cronologia completa delle presenze e dei punti in Nazionale - Italia |
| Data                                                                 | Città                                                                | In casa                                                              | Risultato                                                            | Ospiti                                                               | Competizione                                                         | Punti                                                                | Note                                                                 |
| -------------------------------------------------------------------- | -------------------------------------------------------------------- | -------------------------------------------------------------------- | -------------------------------------------------------------------- | -------------------------------------------------------------------- | -------------------------------------------------------------------- | -------------------------------------------------------------------- | -------------------------------------------------------------------- |
| 28-4-1978                                                            | Jeseník                                                              | Unione Sovietica                                                     | 81 - 53                                                              | Italia                                                               | Torneo amichevole                                                    | -                                                                    |                                                                      |
| 29-4-1978                                                            | Jeseník                                                              | Cecoslovacchia                                                       | 59 - 53                                                              | Italia                                                               | Torneo amichevole                                                    | -                                                                    |                                                                      |
| 30-4-1978                                                            | Jeseník                                                              | Bulgaria                                                             | 54 - 61                                                              | Italia                                                               | Torneo amichevole                                                    | -                                                                    |                                                                      |
| 20-5-1978                                                            | Toruń                                                                | Spagna                                                               | 61 - 66                                                              | Italia                                                               | EuroBasket 1978 - Turno preliminare Gruppo B                         | -                                                                    |                                                                      |
| 21-5-1978                                                            | Toruń                                                                | Ungheria                                                             | 64 - 61                                                              | Italia                                                               | EuroBasket 1978 - Turno preliminare Gruppo B                         | -                                                                    |                                                                      |
| 22-5-1978                                                            | Toruń                                                                | Italia                                                               | 55 - 89                                                              | Bulgaria                                                             | EuroBasket 1978 - Turno preliminare Gruppo B                         | -                                                                    |                                                                      |
| 25-5-1978                                                            | Poznań                                                               | Italia                                                               | 79 - 61                                                              | Paesi Bassi                                                          | EuroBasket 1978 - Classificazione 8º-13º posto                       | -                                                                    |                                                                      |
| 26-5-1978                                                            | Poznań                                                               | Germania Ovest                                                       | 66 - 62                                                              | Italia                                                               | EuroBasket 1978 - Classificazione 8º-13º posto                       | -                                                                    |                                                                      |
| 28-5-1978                                                            | Poznań                                                               | Svezia                                                               | 64 - 102                                                             | Italia                                                               | EuroBasket 1978 - Classificazione 8º-13º posto                       | -                                                                    |                                                                      |
| 29-5-1978                                                            | Poznań                                                               | Romania                                                              | 72 - 69                                                              | Italia                                                               | EuroBasket 1978 - Classificazione 8º-13º posto                       | -                                                                    |                                                                      |
| 14-7-1978                                                            | Messina                                                              | Italia                                                               | 84 - 66                                                              | Stati Uniti                                                          | Torneo amichevole                                                    | -                                                                    |                                                                      |
| 15-7-1978                                                            | Messina                                                              | Italia                                                               | 65 - 50                                                              | Italia C                                                             | Torneo amichevole                                                    | -                                                                    |                                                                      |
| 16-7-1978                                                            | Messina                                                              | Italia                                                               | 65 - 108                                                             | Unione Sovietica                                                     | Torneo amichevole                                                    | -                                                                    |                                                                      |
| 18-7-1978                                                            | Capo d'Orlando                                                       | Italia                                                               | 59 - 110                                                             | Unione Sovietica                                                     | Torneo amichevole                                                    | -                                                                    |                                                                      |
| 19-7-1978                                                            | Capo d'Orlando                                                       | Italia                                                               | 73 - 60                                                              | Italia C                                                             | Torneo amichevole                                                    | -                                                                    |                                                                      |
| 20-7-1978                                                            | Capo d'Orlando                                                       | Italia                                                               | 61 - 63                                                              | Stati Uniti                                                          | Torneo amichevole                                                    | -                                                                    |                                                                      |
| 22-7-1978                                                            | Cefalù                                                               | Italia                                                               | 77 - 74                                                              | Stati Uniti                                                          | Torneo amichevole                                                    | -                                                                    |                                                                      |
| 23-7-1978                                                            | Cefalù                                                               | Italia                                                               | 67 - 40                                                              | Rappr. Siciliana                                                     | Torneo amichevole                                                    | -                                                                    |                                                                      |
| 24-7-1978                                                            | Cefalù                                                               | Italia                                                               | 63 - 110                                                             | Unione Sovietica                                                     | Torneo amichevole                                                    | -                                                                    |                                                                      |
| 26-7-1978                                                            | Piazza Armerina                                                      | Italia                                                               | 83 - 84                                                              | Rappr. Siciliana                                                     | Torneo amichevole                                                    | -                                                                    |                                                                      |
| 27-7-1978                                                            | Piazza Armerina                                                      | Italia                                                               | 91 - 87                                                              | Stati Uniti                                                          | Torneo amichevole                                                    | -                                                                    |                                                                      |
| 28-12-1978                                                           | Torino                                                               | Italia                                                               | 74 - 61                                                              | Italia juniores                                                      | Torneo amichevole                                                    | -                                                                    |                                                                      |
| 29-12-1978                                                           | Torino                                                               | Italia                                                               | 61 - 44                                                              | Francia                                                              | Torneo amichevole                                                    | -                                                                    |                                                                      |
| 30-12-1978                                                           | Torino                                                               | Italia                                                               | 71 - 70                                                              | Jugoslavia                                                           | Torneo amichevole                                                    | -                                                                    |                                                                      |
| Totale                                                               |                                                                      | Presenze                                                             | 24                                                                   |                                                                      | Punti                                                                |                                                                      |                                                                      |

### 1979
| Cronologia completa delle presenze e dei punti in Nazionale - Italia | Cronologia completa delle presenze e dei punti in Nazionale - Italia | Cronologia completa delle presenze e dei punti in Nazionale - Italia | Cronologia completa delle presenze e dei punti in Nazionale - Italia | Cronologia completa delle presenze e dei punti in Nazionale - Italia | Cronologia completa delle presenze e dei punti in Nazionale - Italia | Cronologia completa delle presenze e dei punti in Nazionale - Italia | Cronologia completa delle presenze e dei punti in Nazionale - Italia |
| Data                                                                 | Città                                                                | In casa                                                              | Risultato                                                            | Ospiti                                                               | Competizione                                                         | Punti                                                                | Note                                                                 |
| -------------------------------------------------------------------- | -------------------------------------------------------------------- | -------------------------------------------------------------------- | -------------------------------------------------------------------- | -------------------------------------------------------------------- | -------------------------------------------------------------------- | -------------------------------------------------------------------- | -------------------------------------------------------------------- |
| 16-4-1979                                                            | Székesfehérvár                                                       | Ungheria                                                             | 89 - 81                                                              | Italia                                                               | Torneo amichevole                                                    | -                                                                    |                                                                      |
| 17-4-1979                                                            | Székesfehérvár                                                       | Cuba                                                                 | 60 - 63                                                              | Italia                                                               | Torneo amichevole                                                    | -                                                                    |                                                                      |
| 18-4-1979                                                            | Székesfehérvár                                                       | Germania Est                                                         | 65 - 83                                                              | Italia                                                               | Torneo amichevole                                                    | -                                                                    |                                                                      |
| 19-4-1979                                                            | Székesfehérvár                                                       | Bulgaria                                                             | 73 - 79                                                              | Italia                                                               | Torneo amichevole                                                    | -                                                                    |                                                                      |
| 20-4-1979                                                            | Székesfehérvár                                                       | Selez. Lituania                                                      | 74 - 72                                                              | Italia                                                               | Torneo amichevole                                                    | -                                                                    |                                                                      |
| 30-4-1979                                                            | Seul                                                                 | Italia                                                               | 80 - 36                                                              | Malaysia                                                             | Mondiali 1979 - Turno preliminare Girone C                           | -                                                                    |                                                                      |
| 1-5-1979                                                             | Seul                                                                 | Australia                                                            | 79 - 76                                                              | Italia                                                               | Mondiali 1979 - Turno preliminare Girone C                           | -                                                                    |                                                                      |
| 5-5-1979                                                             | Seul                                                                 | Canada                                                               | 64 - 55                                                              | Italia                                                               | Mondiali 1979 - Fase finale                                          | -                                                                    |                                                                      |
| 6-5-1979                                                             | Seul                                                                 | Italia                                                               | 64 - 66                                                              | Stati Uniti                                                          | Mondiali 1979 - Fase finale                                          | -                                                                    |                                                                      |
| 9-5-1979                                                             | Seul                                                                 | Italia                                                               | 72 - 54                                                              | Francia                                                              | Mondiali 1979 - Fase finale                                          | -                                                                    |                                                                      |
| 12-5-1979                                                            | Seul                                                                 | Italia                                                               | 63 - 50                                                              | Giappone                                                             | Mondiali 1979 - Fase finale                                          | -                                                                    |                                                                      |
| 13-5-1979                                                            | Seul                                                                 | Corea del Sud                                                        | 63 - 56                                                              | Italia                                                               | Mondiali 1979 - Fase finale                                          | -                                                                    |                                                                      |
| 20-12-1979                                                           | Torino                                                               | Italia                                                               | 67 - 62                                                              | Francia                                                              | Amichevole                                                           | -                                                                    |                                                                      |
| 28-12-1979                                                           | Treviso                                                              | Italia                                                               | 82 - 77                                                              | Polonia                                                              | Torneo amichevole                                                    | -                                                                    |                                                                      |
| 29-12-1979                                                           | Treviso                                                              | Italia                                                               | 56 - 74                                                              | Unione Sovietica                                                     | Torneo amichevole                                                    | -                                                                    |                                                                      |
| 30-12-1979                                                           | Treviso                                                              | Italia                                                               | 80 - 70                                                              | Ungheria                                                             | Torneo amichevole                                                    | -                                                                    |                                                                      |
| Totale                                                               |                                                                      | Presenze                                                             | 16                                                                   |                                                                      | Punti                                                                |                                                                      |                                                                      |

### 1980
| Cronologia completa delle presenze e dei punti in Nazionale - Italia | Cronologia completa delle presenze e dei punti in Nazionale - Italia | Cronologia completa delle presenze e dei punti in Nazionale - Italia | Cronologia completa delle presenze e dei punti in Nazionale - Italia | Cronologia completa delle presenze e dei punti in Nazionale - Italia | Cronologia completa delle presenze e dei punti in Nazionale - Italia | Cronologia completa delle presenze e dei punti in Nazionale - Italia | Cronologia completa delle presenze e dei punti in Nazionale - Italia |
| Data                                                                 | Città                                                                | In casa                                                              | Risultato                                                            | Ospiti                                                               | Competizione                                                         | Punti                                                                | Note                                                                 |
| -------------------------------------------------------------------- | -------------------------------------------------------------------- | -------------------------------------------------------------------- | -------------------------------------------------------------------- | -------------------------------------------------------------------- | -------------------------------------------------------------------- | -------------------------------------------------------------------- | -------------------------------------------------------------------- |
| 15-4-1980                                                            | Danzica                                                              | Polonia B                                                            | 67 - 72                                                              | Italia                                                               | Torneo amichevole                                                    | -                                                                    |                                                                      |
| 16-4-1980                                                            | Danzica                                                              | Polonia                                                              | 67 - 73                                                              | Italia                                                               | Torneo amichevole                                                    | -                                                                    |                                                                      |
| 17-4-1980                                                            | Danzica                                                              | Ungheria                                                             | 59 - 56                                                              | Italia                                                               | Torneo amichevole                                                    | -                                                                    |                                                                      |
| 18-4-1980                                                            | Danzica                                                              | Cuba                                                                 | 50 - 67                                                              | Italia                                                               | Torneo amichevole                                                    | -                                                                    |                                                                      |
| 19-4-1980                                                            | Danzica                                                              | Unione Sovietica                                                     | 95 - 69                                                              | Italia                                                               | Torneo amichevole                                                    | -                                                                    |                                                                      |
| 20-4-1980                                                            | Danzica                                                              | Cecoslovacchia                                                       | 61 - 65                                                              | Italia                                                               | Torneo amichevole                                                    | -                                                                    |                                                                      |
| 30-4-1980                                                            | Torino                                                               | Italia                                                               | 62 - 81                                                              | Stati Uniti                                                          | Amichevole                                                           | -                                                                    |                                                                      |
| 5-5-1980                                                             | Varna                                                                | Romania                                                              | 56 - 63                                                              | Italia                                                               | Qual. Olimpiadi 1980                                                 | -                                                                    |                                                                      |
| 6-5-1980                                                             | Varna                                                                | Canada                                                               | 57 - 59                                                              | Italia                                                               | Qual. Olimpiadi 1980                                                 | -                                                                    |                                                                      |
| 7-5-1980                                                             | Varna                                                                | Germania Ovest                                                       | 50 - 62                                                              | Italia                                                               | Qual. Olimpiadi 1980                                                 | -                                                                    |                                                                      |
| 9-5-1980                                                             | Varna                                                                | Cuba                                                                 | 64 - 55                                                              | Italia                                                               | Qual. Olimpiadi 1980                                                 | -                                                                    |                                                                      |
| 10-5-1980                                                            | Varna                                                                | Polonia                                                              | 54 - 68                                                              | Italia                                                               | Qual. Olimpiadi 1980                                                 | -                                                                    |                                                                      |
| 11-5-1980                                                            | Varna                                                                | Bulgaria                                                             | 81 - 82                                                              | Italia                                                               | Qual. Olimpiadi 1980                                                 | -                                                                    |                                                                      |
| 12-5-1980                                                            | Varna                                                                | Cina                                                                 | 62 - 60                                                              | Italia                                                               | Qual. Olimpiadi 1980                                                 | -                                                                    |                                                                      |
| 14-5-1980                                                            | Varna                                                                | Jugoslavia                                                           | 65 - 58                                                              | Italia                                                               | Qual. Olimpiadi 1980                                                 | -                                                                    |                                                                      |
| 15-5-1980                                                            | Varna                                                                | Ungheria                                                             | 53 - 60                                                              | Italia                                                               | Qual. Olimpiadi 1980                                                 | -                                                                    |                                                                      |
| 21-6-1980                                                            | Biella                                                               | Italia                                                               | 70 - 68                                                              | Paesi Bassi                                                          | Amichevole                                                           | -                                                                    |                                                                      |
| 8-7-1980                                                             | Rieti                                                                | Italia                                                               | 79 - 75                                                              | Jugoslavia                                                           | Torneo amichevole                                                    | -                                                                    |                                                                      |
| 9-7-1980                                                             | Rieti                                                                | Italia                                                               | 78 - 80                                                              | Bulgaria                                                             | Torneo amichevole                                                    | -                                                                    |                                                                      |
| 10-7-1980                                                            | Rieti                                                                | Italia                                                               | 51 - 97                                                              | Unione Sovietica                                                     | Torneo amichevole                                                    | -                                                                    |                                                                      |
| 20-7-1980                                                            | Mosca                                                                | Italia                                                               | 65 - 102                                                             | Bulgaria                                                             | Olimpiadi 1980 - Girone                                              | -                                                                    |                                                                      |
| 22-7-1980                                                            | Mosca                                                                | Italia                                                               | 70 - 83                                                              | Ungheria                                                             | Olimpiadi 1980 - Girone                                              | -                                                                    |                                                                      |
| 24-7-1980                                                            | Mosca                                                                | Italia                                                               | 53 - 119                                                             | Unione Sovietica                                                     | Olimpiadi 1980 - Girone                                              | -                                                                    |                                                                      |
| 25-7-1980                                                            | Mosca                                                                | Italia                                                               | 57 - 69                                                              | Jugoslavia                                                           | Olimpiadi 1980 - Girone                                              | -                                                                    |                                                                      |
| 28-7-1980                                                            | Mosca                                                                | Italia                                                               | 63 - 79                                                              | Cuba                                                                 | Olimpiadi 1980 - Girone                                              | -                                                                    |                                                                      |
| 27-8-1980                                                            | Costanza                                                             | Cina                                                                 | 58 - 79                                                              | Italia                                                               | Torneo amichevole                                                    | -                                                                    |                                                                      |
| 28-8-1980                                                            | Costanza                                                             | Finlandia                                                            | 80 - 60                                                              | Italia                                                               | Torneo amichevole                                                    | -                                                                    |                                                                      |
| 29-8-1980                                                            | Costanza                                                             | Romania                                                              | 61 - 55                                                              | Italia                                                               | Torneo amichevole                                                    | -                                                                    |                                                                      |
| 30-8-1980                                                            | Costanza                                                             | Germania Est                                                         | 56 - 69                                                              | Italia                                                               | Torneo amichevole                                                    | -                                                                    |                                                                      |
| 31-8-1980                                                            | Costanza                                                             | Polonia                                                              | 59 - 68                                                              | Italia                                                               | Torneo amichevole                                                    | -                                                                    |                                                                      |
| 2-9-1980                                                             | Kecskemét                                                            | Polonia                                                              | 68 - 58                                                              | Italia                                                               | Torneo amichevole                                                    | -                                                                    |                                                                      |
| 3-9-1980                                                             | Kecskemét                                                            | Ungheria                                                             | 66 - 89                                                              | Italia                                                               | Torneo amichevole                                                    | -                                                                    |                                                                      |
| 4-9-1980                                                             | Kecskemet                                                            | Francia                                                              | 70 - 71                                                              | Italia                                                               | Torneo amichevole                                                    | -                                                                    |                                                                      |
| 19-9-1980                                                            | Maglaj                                                               | Italia                                                               | 59 - 62                                                              | Ungheria                                                             | EuroBasket 1980 - Turno preliminare Gruppo A                         | -                                                                    |                                                                      |
| 20-9-1980                                                            | Maglaj                                                               | Polonia                                                              | 69 - 63                                                              | Italia                                                               | EuroBasket 1980 - Turno preliminare Gruppo A                         | -                                                                    |                                                                      |
| 21-9-1980                                                            | Maglaj                                                               | Inghilterra                                                          | 41 - 73                                                              | Italia                                                               | EuroBasket 1980 - Turno preliminare Gruppo A                         | -                                                                    |                                                                      |
| 23-9-1980                                                            | Banja Luka                                                           | Francia                                                              | 46 - 64                                                              | Italia                                                               | EuroBasket 1980 - Classificazione 9º-14º posto                       | -                                                                    |                                                                      |
| 24-9-1980                                                            | Banja Luka                                                           | Finlandia                                                            | 44 - 80                                                              | Italia                                                               | EuroBasket 1980 - Classificazione 9º-14º posto                       | -                                                                    |                                                                      |
| 26-9-1980                                                            | Banja Luka                                                           | Spagna                                                               | 56 - 74                                                              | Italia                                                               | EuroBasket 1980 - Classificazione 9º-14º posto                       | -                                                                    |                                                                      |
| 27-9-1980                                                            | Banja Luka                                                           | Italia                                                               | 79 - 59                                                              | Belgio                                                               | EuroBasket 1980 - Classificazione 9º-14º posto                       | -                                                                    |                                                                      |
| 27-12-1980                                                           | Torino                                                               | Italia                                                               | 79 - 60                                                              | Francia                                                              | Torneo amichevole                                                    | -                                                                    | [ 14 ]                                                               |
| 28-12-1980                                                           | Torino                                                               | Italia                                                               | 63 - 64                                                              | Finlandia                                                            | Torneo amichevole                                                    | -                                                                    | [ 14 ]                                                               |
| 29-12-1980                                                           | Torino                                                               | Italia                                                               | 65 - 62                                                              | Italia juniores                                                      | Torneo amichevole                                                    | -                                                                    | [ 14 ]                                                               |
| Totale                                                               |                                                                      | Presenze                                                             | 43                                                                   |                                                                      | Punti                                                                |                                                                      |                                                                      |

## 1981-1990

### 1981
| Cronologia completa delle presenze e dei punti in Nazionale - Italia | Cronologia completa delle presenze e dei punti in Nazionale - Italia | Cronologia completa delle presenze e dei punti in Nazionale - Italia | Cronologia completa delle presenze e dei punti in Nazionale - Italia | Cronologia completa delle presenze e dei punti in Nazionale - Italia | Cronologia completa delle presenze e dei punti in Nazionale - Italia | Cronologia completa delle presenze e dei punti in Nazionale - Italia | Cronologia completa delle presenze e dei punti in Nazionale - Italia |
| Data                                                                 | Città                                                                | In casa                                                              | Risultato                                                            | Ospiti                                                               | Competizione                                                         | Punti                                                                | Note                                                                 |
| -------------------------------------------------------------------- | -------------------------------------------------------------------- | -------------------------------------------------------------------- | -------------------------------------------------------------------- | -------------------------------------------------------------------- | -------------------------------------------------------------------- | -------------------------------------------------------------------- | -------------------------------------------------------------------- |
| 18-6-1981                                                            | Cagliari                                                             | Italia                                                               | 77 - 59                                                              | Francia                                                              | Torneo amichevole                                                    | -                                                                    |                                                                      |
| 19-6-1981                                                            | Cagliari                                                             | Italia                                                               | 88 - 80                                                              | Romania                                                              | Torneo amichevole                                                    | -                                                                    |                                                                      |
| 20-6-1981                                                            | Cagliari                                                             | Italia                                                               | 78 - 81                                                              | Cuba                                                                 | Torneo amichevole                                                    | -                                                                    |                                                                      |
| 8-7-1981                                                             | Haskovo                                                              | Bulgaria B                                                           | 65 - 72                                                              | Italia                                                               | Torneo amichevole                                                    | -                                                                    |                                                                      |
| 9-7-1981                                                             | Haskovo                                                              | Cuba                                                                 | 60 - 62                                                              | Italia                                                               | Torneo amichevole                                                    | -                                                                    |                                                                      |
| 10-7-1981                                                            | Haskovo                                                              | Polonia                                                              | 63 - 51                                                              | Italia                                                               | Torneo amichevole                                                    | -                                                                    |                                                                      |
| 11-7-1981                                                            | Haskovo                                                              | Unione Sovietica                                                     | 86 - 88                                                              | Italia                                                               | Torneo amichevole                                                    | -                                                                    |                                                                      |
| 12-7-1981                                                            | Haskovo                                                              | Ungheria                                                             | 77 - 65                                                              | Italia                                                               | Torneo amichevole                                                    | -                                                                    |                                                                      |
| 12-8-1981                                                            | Costanza                                                             | Ungheria                                                             | 77 - 50                                                              | Italia                                                               | Torneo amichevole                                                    | -                                                                    |                                                                      |
| 13-8-1981                                                            | Costanza                                                             | Germania Ovest                                                       | 43 - 75                                                              | Italia                                                               | Torneo amichevole                                                    | -                                                                    |                                                                      |
| 14-8-1981                                                            | Costanza                                                             | Polonia                                                              | 78 - 54                                                              | Italia                                                               | Torneo amichevole                                                    | -                                                                    |                                                                      |
| 15-8-1981                                                            | Costanza                                                             | Cecoslovacchia                                                       | 50 - 40                                                              | Italia                                                               | Torneo amichevole                                                    | -                                                                    |                                                                      |
| 16-8-1981                                                            | Costanza                                                             | Germania Ovest                                                       | 56 - 66                                                              | Italia                                                               | Torneo amichevole                                                    | -                                                                    |                                                                      |
| 19-8-1981                                                            | Messina                                                              | Italia                                                               | 53 - 51                                                              | Paesi Bassi                                                          | Torneo amichevole                                                    | -                                                                    |                                                                      |
| 20-8-1981                                                            | Messina                                                              | Italia                                                               | 76 - 74                                                              | Cina                                                                 | Torneo amichevole                                                    | -                                                                    |                                                                      |
| 21-8-1981                                                            | Messina                                                              | Italia                                                               | 61 - 51                                                              | Polonia                                                              | Torneo amichevole                                                    | -                                                                    |                                                                      |
| 23-8-1981                                                            | Capo d'Orlando                                                       | Italia                                                               | 48 - 55                                                              | Paesi Bassi                                                          | Torneo amichevole                                                    | -                                                                    |                                                                      |
| 24-8-1981                                                            | Capo d'Orlando                                                       | Italia                                                               | 51 - 72                                                              | Polonia                                                              | Torneo amichevole                                                    | -                                                                    |                                                                      |
| 25-8-1981                                                            | Capo d'Orlando                                                       | Italia                                                               | 58 - 61                                                              | Cina                                                                 | Torneo amichevole                                                    | -                                                                    |                                                                      |
| 4-9-1981                                                             | Sebenico                                                             | Polonia                                                              | 54 - 58                                                              | Italia                                                               | Torneo amichevole                                                    | -                                                                    |                                                                      |
| 5-9-1981                                                             | Sebenico                                                             | Jugoslavia                                                           | 75 - 66                                                              | Italia                                                               | Torneo amichevole                                                    | -                                                                    |                                                                      |
| 6-9-1981                                                             | Sebenico                                                             | Bulgaria                                                             | 60 - 70                                                              | Italia                                                               | Torneo amichevole                                                    | -                                                                    |                                                                      |
| 13-9-1981                                                            | Ancona                                                               | Finlandia                                                            | 47 - 73                                                              | Italia                                                               | EuroBasket 1981 - Turno preliminare Gruppo A                         | -                                                                    |                                                                      |
| 14-9-1981                                                            | Ancona                                                               | Paesi Bassi                                                          | 60 - 59                                                              | Italia                                                               | EuroBasket 1981 - Turno preliminare Gruppo A                         | -                                                                    |                                                                      |
| 15-9-1981                                                            | Ancona                                                               | Jugoslavia                                                           | 68 - 67                                                              | Italia                                                               | EuroBasket 1981 - Turno preliminare Gruppo A                         | -                                                                    |                                                                      |
| 16-9-1981                                                            | Ancona                                                               | Italia                                                               | 59 - 53                                                              | Germania Ovest                                                       | EuroBasket 1981 - Turno preliminare Gruppo A                         | -                                                                    |                                                                      |
| 17-9-1981                                                            | Ancona                                                               | Italia                                                               | 55 - 77                                                              | Polonia                                                              | EuroBasket 1981 - Turno preliminare Gruppo A                         | -                                                                    |                                                                      |
| 19-9-1981                                                            | Ancona                                                               | Bulgaria                                                             | 82 - 66                                                              | Italia                                                               | EuroBasket 1981 - Semifinali 5º-8º posto                             | -                                                                    |                                                                      |
| 20-9-1981                                                            | Senigallia                                                           | Italia                                                               | 72 - 66                                                              | Romania                                                              | EuroBasket 1981 - Finale 7º posto                                    | -                                                                    |                                                                      |
| 24-11-1981                                                           | Vicenza                                                              | Italia                                                               | 74 - 89                                                              | All Stars                                                            | Amichevole                                                           | -                                                                    |                                                                      |
| Totale                                                               |                                                                      | Presenze                                                             | 30                                                                   |                                                                      | Punti                                                                |                                                                      |                                                                      |

### 1982
| Cronologia completa delle presenze e dei punti in Nazionale - Italia | Cronologia completa delle presenze e dei punti in Nazionale - Italia | Cronologia completa delle presenze e dei punti in Nazionale - Italia | Cronologia completa delle presenze e dei punti in Nazionale - Italia | Cronologia completa delle presenze e dei punti in Nazionale - Italia | Cronologia completa delle presenze e dei punti in Nazionale - Italia | Cronologia completa delle presenze e dei punti in Nazionale - Italia | Cronologia completa delle presenze e dei punti in Nazionale - Italia |
| Data                                                                 | Città                                                                | In casa                                                              | Risultato                                                            | Ospiti                                                               | Competizione                                                         | Punti                                                                | Note                                                                 |
| -------------------------------------------------------------------- | -------------------------------------------------------------------- | -------------------------------------------------------------------- | -------------------------------------------------------------------- | -------------------------------------------------------------------- | -------------------------------------------------------------------- | -------------------------------------------------------------------- | -------------------------------------------------------------------- |
| 17-3-1982                                                            | Pescara                                                              | Italia                                                               | 78 - 91                                                              | All Stars                                                            | Amichevole                                                           | -                                                                    |                                                                      |
| 2-6-1982                                                             | Orléans                                                              | Corea del Sud                                                        | 71 - 64                                                              | Italia                                                               | Torneo amichevole                                                    | -                                                                    |                                                                      |
| 3-6-1982                                                             | Orléans                                                              | Bulgaria                                                             | 61 - 58                                                              | Italia                                                               | Torneo amichevole                                                    | -                                                                    |                                                                      |
| 5-6-1982                                                             | Orléans                                                              | Spagna                                                               | 72 - 79                                                              | Italia                                                               | Torneo amichevole                                                    | -                                                                    |                                                                      |
| 20-6-1982                                                            | Senigallia                                                           | Italia                                                               | 83 - 61                                                              | Brasile                                                              | Amichevole                                                           | -                                                                    |                                                                      |
| 21-6-1982                                                            | Vasto                                                                | Italia                                                               | 73 - 74                                                              | Brasile                                                              | Amichevole                                                           | -                                                                    |                                                                      |
| 23-6-1982                                                            | Danzica                                                              | Rapp. Danzica                                                        | 39 - 72                                                              | Italia                                                               | Torneo amichevole                                                    | -                                                                    |                                                                      |
| 24-6-1982                                                            | Danzica                                                              | Jugoslavia                                                           | 71 - 68                                                              | Italia                                                               | Torneo amichevole                                                    | -                                                                    |                                                                      |
| 25-6-1982                                                            | Danzica                                                              | Polonia                                                              | 62 - 50                                                              | Italia                                                               | Torneo amichevole                                                    | -                                                                    |                                                                      |
| 26-6-1982                                                            | Danzica                                                              | Cecoslovacchia                                                       | 78 - 82                                                              | Italia                                                               | Torneo amichevole                                                    | -                                                                    |                                                                      |
| 27-6-1982                                                            | Danzica                                                              | Polonia B                                                            | 70 - 75                                                              | Italia                                                               | Torneo amichevole                                                    | -                                                                    |                                                                      |
| 5-7-1982                                                             | Messina                                                              | Italia                                                               | 43 - 52                                                              | Cecoslovacchia                                                       | Torneo amichevole                                                    | -                                                                    |                                                                      |
| 6-7-1982                                                             | Messina                                                              | Italia                                                               | 56 - 95                                                              | Unione Sovietica                                                     | Torneo amichevole                                                    | -                                                                    |                                                                      |
| 7-7-1982                                                             | Messina                                                              | Italia                                                               | 42 - 68                                                              | Cina                                                                 | Torneo amichevole                                                    | -                                                                    |                                                                      |
| 10-7-1982                                                            | Agrigento                                                            | Italia                                                               | 59 - 58                                                              | Cina                                                                 | Torneo amichevole                                                    | -                                                                    |                                                                      |
| 11-7-1982                                                            | Agrigento                                                            | Italia                                                               | 61 - 75                                                              | Cecoslovacchia                                                       | Torneo amichevole                                                    | -                                                                    |                                                                      |
| 12-7-1982                                                            | Agrigento                                                            | Italia                                                               | 58 - 105                                                             | Unione Sovietica                                                     | Torneo amichevole                                                    | -                                                                    |                                                                      |
| 23-11-1982                                                           | Parma                                                                | Italia                                                               | 72 - 100                                                             | All Stars                                                            | Amichevole                                                           | -                                                                    |                                                                      |
| Totale                                                               |                                                                      | Presenze                                                             | 18                                                                   |                                                                      | Punti                                                                |                                                                      |                                                                      |

### 1983
| Cronologia completa delle presenze e dei punti in Nazionale - Italia | Cronologia completa delle presenze e dei punti in Nazionale - Italia | Cronologia completa delle presenze e dei punti in Nazionale - Italia | Cronologia completa delle presenze e dei punti in Nazionale - Italia | Cronologia completa delle presenze e dei punti in Nazionale - Italia | Cronologia completa delle presenze e dei punti in Nazionale - Italia | Cronologia completa delle presenze e dei punti in Nazionale - Italia | Cronologia completa delle presenze e dei punti in Nazionale - Italia |
| Data                                                                 | Città                                                                | In casa                                                              | Risultato                                                            | Ospiti                                                               | Competizione                                                         | Punti                                                                | Note                                                                 |
| -------------------------------------------------------------------- | -------------------------------------------------------------------- | -------------------------------------------------------------------- | -------------------------------------------------------------------- | -------------------------------------------------------------------- | -------------------------------------------------------------------- | -------------------------------------------------------------------- | -------------------------------------------------------------------- |
| 1-3-1983                                                             | Trieste                                                              | Italia                                                               | 57 - 94                                                              | All Stars                                                            | Amichevole                                                           | -                                                                    |                                                                      |
| 8-4-1983                                                             | Treviso                                                              | Italia                                                               | 93 - 28                                                              | Svizzera                                                             | Qual. Euro 1983                                                      | -                                                                    |                                                                      |
| 9-4-1983                                                             | Treviso                                                              | Italia                                                               | 95 - 48                                                              | Irlanda                                                              | Qual. Euro 1983                                                      | -                                                                    |                                                                      |
| 10-4-1983                                                            | Treviso                                                              | Italia                                                               | 92 - 80                                                              | Spagna                                                               | Qual. Euro 1983                                                      | -                                                                    |                                                                      |
| 14-4-1983                                                            | Treviso                                                              | Italia                                                               | 70 - 47                                                              | Finlandia                                                            | Qual. Euro 1983                                                      | -                                                                    |                                                                      |
| 24-6-1983                                                            | Danzica                                                              | Cuba                                                                 | 45 - 93                                                              | Italia                                                               | Torneo amichevole                                                    | -                                                                    |                                                                      |
| 25-6-1983                                                            | Danzica                                                              | Polonia                                                              | 76 - 60                                                              | Italia                                                               | Torneo amichevole                                                    | -                                                                    | [ 15 ]                                                               |
| 26-6-1983                                                            | Danzica                                                              | Ungheria                                                             | 89 - 62                                                              | Italia                                                               | Torneo amichevole                                                    | -                                                                    |                                                                      |
| 27-6-1983                                                            | Danzica                                                              | Polonia B                                                            | 62 - 64                                                              | Italia                                                               | Amichevole                                                           | -                                                                    | [ 16 ]                                                               |
| 26-8-1983                                                            | Muggia                                                               | Italia                                                               | 52 - 67                                                              | Polonia                                                              | Amichevole                                                           | -                                                                    |                                                                      |
| 6-9-1983                                                             | Vukovar                                                              | Spagna                                                               | 62 - 74                                                              | Italia                                                               | Torneo amichevole                                                    | -                                                                    |                                                                      |
| 7-9-1983                                                             | Slavonska Požega                                                     | Polonia                                                              | 68 - 64                                                              | Italia                                                               | Torneo amichevole                                                    | -                                                                    |                                                                      |
| 8-9-1983                                                             | Darda                                                                | Jugoslavia                                                           | 60 - 50                                                              | Italia                                                               | Torneo amichevole                                                    | -                                                                    |                                                                      |
| 9-9-1983                                                             | Osijek                                                               | Jugoslavia                                                           | 51 - 45                                                              | Italia                                                               | Torneo amichevole                                                    | -                                                                    |                                                                      |
| 11-9-1983                                                            | Zalaegerszeg                                                         | Germania Ovest                                                       | 54 - 50                                                              | Italia                                                               | EuroBasket 1983 - Turno preliminare Gruppo B                         | -                                                                    |                                                                      |
| 12-9-1983                                                            | Zalaegerszeg                                                         | Cecoslovacchia                                                       | 68 - 74                                                              | Italia                                                               | EuroBasket 1983 - Turno preliminare Gruppo B                         | -                                                                    |                                                                      |
| 13-9-1983                                                            | Zalaegerszeg                                                         | Italia                                                               | 72 - 58                                                              | Svezia                                                               | EuroBasket 1983 - Turno preliminare Gruppo B                         | -                                                                    |                                                                      |
| 14-9-1983                                                            | Zalaegerszeg                                                         | Italia                                                               | 74 - 85                                                              | Bulgaria                                                             | EuroBasket 1983 - Turno preliminare Gruppo B                         | -                                                                    |                                                                      |
| 15-9-1983                                                            | Zalaegerszeg                                                         | Unione Sovietica                                                     | 83 - 53                                                              | Italia                                                               | EuroBasket 1983 - Turno preliminare Gruppo B                         | -                                                                    |                                                                      |
| 17-9-1983                                                            | Budapest                                                             | Paesi Bassi                                                          | 57 - 60                                                              | Italia                                                               | EuroBasket 1983 - Semifinali 5º-8º posto                             | -                                                                    |                                                                      |
| 18-9-1983                                                            | Budapest                                                             | Italia                                                               | 55 - 54                                                              | Cecoslovacchia                                                       | EuroBasket 1983 - Finale 5º-6º posto                                 | -                                                                    |                                                                      |
| Totale                                                               |                                                                      | Presenze                                                             | 21                                                                   |                                                                      | Punti                                                                |                                                                      |                                                                      |

### 1984
| Cronologia completa delle presenze e dei punti in Nazionale - Italia | Cronologia completa delle presenze e dei punti in Nazionale - Italia | Cronologia completa delle presenze e dei punti in Nazionale - Italia | Cronologia completa delle presenze e dei punti in Nazionale - Italia | Cronologia completa delle presenze e dei punti in Nazionale - Italia | Cronologia completa delle presenze e dei punti in Nazionale - Italia | Cronologia completa delle presenze e dei punti in Nazionale - Italia | Cronologia completa delle presenze e dei punti in Nazionale - Italia |
| Data                                                                 | Città                                                                | In casa                                                              | Risultato                                                            | Ospiti                                                               | Competizione                                                         | Punti                                                                | Note                                                                 |
| -------------------------------------------------------------------- | -------------------------------------------------------------------- | -------------------------------------------------------------------- | -------------------------------------------------------------------- | -------------------------------------------------------------------- | -------------------------------------------------------------------- | -------------------------------------------------------------------- | -------------------------------------------------------------------- |
| 18-4-1984                                                            | Szolnok                                                              | Romania                                                              | 85 - 93                                                              | Italia                                                               | Torneo amichevole                                                    | -                                                                    |                                                                      |
| 19-4-1984                                                            | Szolnok                                                              | Francia                                                              | 50 - 55                                                              | Italia                                                               | Torneo amichevole                                                    | -                                                                    |                                                                      |
| 20-4-1984                                                            | Szolnok                                                              | Ungheria                                                             | 81 - 70                                                              | Italia                                                               | Torneo amichevole                                                    | -                                                                    |                                                                      |
| 21-4-1984                                                            | Szolnok                                                              | Unione Sovietica                                                     | 79 - 55                                                              | Italia                                                               | Torneo amichevole                                                    | -                                                                    |                                                                      |
| 22-4-1984                                                            | Szolnok                                                              | Cecoslovacchia                                                       | 58 - 70                                                              | Italia                                                               | Torneo amichevole                                                    | -                                                                    |                                                                      |
| 5-5-1984                                                             | L'Avana                                                              | Corea del Sud                                                        | 67 - 60                                                              | Italia                                                               | Qual. Olimpiadi 1984                                                 | -                                                                    |                                                                      |
| 7-5-1984                                                             | L'Avana                                                              | Cuba                                                                 | 71 - 59                                                              | Italia                                                               | Qual. Olimpiadi 1984                                                 | -                                                                    |                                                                      |
| 8-5-1984                                                             | L'Avana                                                              | Messico                                                              | 41 - 70                                                              | Italia                                                               | Qual. Olimpiadi 1984                                                 | -                                                                    |                                                                      |
| 9-5-1984                                                             | L'Avana                                                              | Irlanda                                                              | 45 - 74                                                              | Italia                                                               | Qual. Olimpiadi 1984                                                 | -                                                                    |                                                                      |
| 5-7-1984                                                             | Messina                                                              | Italia                                                               | 70 - 63                                                              | Spagna                                                               | Torneo amichevole                                                    | -                                                                    |                                                                      |
| 6-7-1984                                                             | Messina                                                              | Italia                                                               | 77 - 60                                                              | Francia                                                              | Torneo amichevole                                                    | -                                                                    |                                                                      |
| 7-7-1984                                                             | Messina                                                              | Italia                                                               | 73 - 77                                                              | Ungheria                                                             | Torneo amichevole                                                    | -                                                                    |                                                                      |
| 8-7-1984                                                             | Messina                                                              | Italia                                                               | 64 - 55                                                              | Francia                                                              | Torneo amichevole                                                    | -                                                                    |                                                                      |
| 9-7-1984                                                             | Messina                                                              | Italia                                                               | 79 - 78                                                              | Ungheria                                                             | Torneo amichevole                                                    | -                                                                    |                                                                      |
| Totale                                                               |                                                                      | Presenze                                                             | 14                                                                   |                                                                      | Punti                                                                |                                                                      |                                                                      |

### 1985
| Cronologia completa delle presenze e dei punti in Nazionale - Italia | Cronologia completa delle presenze e dei punti in Nazionale - Italia | Cronologia completa delle presenze e dei punti in Nazionale - Italia | Cronologia completa delle presenze e dei punti in Nazionale - Italia | Cronologia completa delle presenze e dei punti in Nazionale - Italia | Cronologia completa delle presenze e dei punti in Nazionale - Italia | Cronologia completa delle presenze e dei punti in Nazionale - Italia | Cronologia completa delle presenze e dei punti in Nazionale - Italia |
| Data                                                                 | Città                                                                | In casa                                                              | Risultato                                                            | Ospiti                                                               | Competizione                                                         | Punti                                                                | Note                                                                 |
| -------------------------------------------------------------------- | -------------------------------------------------------------------- | -------------------------------------------------------------------- | -------------------------------------------------------------------- | -------------------------------------------------------------------- | -------------------------------------------------------------------- | -------------------------------------------------------------------- | -------------------------------------------------------------------- |
| 26-6-1985                                                            | Pescara                                                              | Italia                                                               | 67 - 61                                                              | Italia Sperim.                                                       | Torneo amichevole                                                    | -                                                                    |                                                                      |
| 27-6-1985                                                            | Pescara                                                              | Italia                                                               | 58 - 71                                                              | Unione Sovietica                                                     | Torneo amichevole                                                    | -                                                                    |                                                                      |
| 28-6-1985                                                            | Pescara                                                              | Italia                                                               | 68 - 75                                                              | Ungheria                                                             | Torneo amichevole                                                    | -                                                                    |                                                                      |
| 5-7-1985                                                             | Messina                                                              | Italia                                                               | 75 - 57                                                              | Francia                                                              | Torneo amichevole                                                    | -                                                                    |                                                                      |
| 6-7-1985                                                             | Messina                                                              | Italia                                                               | 79 - 73                                                              | Spagna                                                               | Torneo amichevole                                                    | -                                                                    |                                                                      |
| 7-7-1985                                                             | Messina                                                              | Italia                                                               | 52 - 80                                                              | Unione Sovietica                                                     | Torneo amichevole                                                    | -                                                                    |                                                                      |
| 7-8-1985                                                             | Varna                                                                | Canada                                                               | 73 - 58                                                              | Italia                                                               | Torneo amichevole                                                    | -                                                                    |                                                                      |
| 8-8-1985                                                             | Varna                                                                | Polonia                                                              | 62 - 82                                                              | Italia                                                               | Torneo amichevole                                                    | -                                                                    |                                                                      |
| 9-8-1985                                                             | Varna                                                                | Bulgaria                                                             | 81 - 57                                                              | Italia                                                               | Torneo amichevole                                                    | -                                                                    |                                                                      |
| 10-8-1985                                                            | Varna                                                                | Bulgaria B                                                           | 59 - 86                                                              | Italia                                                               | Torneo amichevole                                                    | -                                                                    |                                                                      |
| 11-8-1985                                                            | Varna                                                                | Jugoslavia                                                           | 87 - 91                                                              | Italia                                                               | Torneo amichevole                                                    | -                                                                    |                                                                      |
| 26-8-1985                                                            | Pelhřimov                                                            | Unione Sovietica                                                     | 95 - 76                                                              | Italia                                                               | Torneo amichevole                                                    | -                                                                    |                                                                      |
| 27-8-1985                                                            | Pelhřimov                                                            | Romania                                                              | 52 - 59                                                              | Italia                                                               | Torneo amichevole                                                    | -                                                                    |                                                                      |
| 28-8-1985                                                            | Pelhřimov                                                            | Cecoslovacchia                                                       | 77 - 68                                                              | Italia                                                               | Torneo amichevole                                                    | -                                                                    |                                                                      |
| 29-8-1985                                                            | Pelhřimov                                                            | Ungheria                                                             | 87 - 69                                                              | Italia                                                               | Torneo amichevole                                                    | -                                                                    |                                                                      |
| 30-8-1985                                                            | Pelhřimov                                                            | Bulgaria                                                             | 70 - 84                                                              | Italia                                                               | Torneo amichevole                                                    | -                                                                    |                                                                      |
| 4-9-1985                                                             | Vicenza                                                              | Italia                                                               | 55 - 82                                                              | Jugoslavia                                                           | Amichevole                                                           | -                                                                    |                                                                      |
| 8-9-1985                                                             | Treviso                                                              | Italia                                                               | 57 - 75                                                              | Unione Sovietica                                                     | EuroBasket 1985 - Turno preliminare Gruppo B                         | -                                                                    |                                                                      |
| 9-9-1985                                                             | Treviso                                                              | Italia                                                               | 77 - 46                                                              | Spagna                                                               | EuroBasket 1985 - Turno preliminare Gruppo B                         | -                                                                    |                                                                      |
| 10-9-1985                                                            | Treviso                                                              | Italia                                                               | 90 - 37                                                              | Belgio                                                               | EuroBasket 1985 - Turno preliminare Gruppo B                         | -                                                                    |                                                                      |
| 11-9-1985                                                            | Treviso                                                              | Italia                                                               | 51 - 61                                                              | Ungheria                                                             | EuroBasket 1985 - Turno preliminare Gruppo B                         | -                                                                    |                                                                      |
| 12-9-1985                                                            | Treviso                                                              | Italia                                                               | 69 - 74                                                              | Polonia                                                              | EuroBasket 1985 - Turno preliminare Gruppo B                         | -                                                                    |                                                                      |
| 14-9-1985                                                            | Treviso                                                              | Italia                                                               | 71 - 83                                                              | Jugoslavia                                                           | EuroBasket 1985 - Semifinali 5º-8º posto                             | -                                                                    |                                                                      |
| 15-9-1985                                                            | Treviso                                                              | Italia                                                               | 63 - 55                                                              | Francia                                                              | EuroBasket 1985 - Finale 7º-8º posto                                 | -                                                                    |                                                                      |
| Totale                                                               |                                                                      | Presenze                                                             | 24                                                                   |                                                                      | Punti                                                                |                                                                      |                                                                      |

### 1986
| Cronologia completa delle presenze e dei punti in Nazionale - Italia | Cronologia completa delle presenze e dei punti in Nazionale - Italia | Cronologia completa delle presenze e dei punti in Nazionale - Italia | Cronologia completa delle presenze e dei punti in Nazionale - Italia | Cronologia completa delle presenze e dei punti in Nazionale - Italia | Cronologia completa delle presenze e dei punti in Nazionale - Italia | Cronologia completa delle presenze e dei punti in Nazionale - Italia | Cronologia completa delle presenze e dei punti in Nazionale - Italia |
| Data                                                                 | Città                                                                | In casa                                                              | Risultato                                                            | Ospiti                                                               | Competizione                                                         | Punti                                                                | Note                                                                 |
| -------------------------------------------------------------------- | -------------------------------------------------------------------- | -------------------------------------------------------------------- | -------------------------------------------------------------------- | -------------------------------------------------------------------- | -------------------------------------------------------------------- | -------------------------------------------------------------------- | -------------------------------------------------------------------- |
| 28-6-1986                                                            | Višegrad                                                             | A.I.A.                                                               | 73 - 66                                                              | Italia                                                               | Torneo amichevole                                                    | -                                                                    |                                                                      |
| 29-6-1986                                                            | Višegrad                                                             | Jugoslavia juniores                                                  | 63 - 74                                                              | Italia                                                               | Torneo amichevole                                                    | -                                                                    |                                                                      |
| 30-6-1986                                                            | Višegrad                                                             | Jugoslavia                                                           | 59 - 54                                                              | Italia                                                               | Torneo amichevole                                                    | -                                                                    |                                                                      |
| 28-8-1986                                                            | Le Temple-sur-Lot                                                    | Francia                                                              | 59 - 62                                                              | Italia                                                               | Torneo amichevole                                                    | -                                                                    |                                                                      |
| 29-8-1986                                                            | Le Temple-sur-Lot                                                    | Ungheria                                                             | 70 - 66                                                              | Italia                                                               | Torneo amichevole                                                    | -                                                                    |                                                                      |
| 30-8-1986                                                            | Le Temple-sur-Lot                                                    | Polonia                                                              | 79 - 75                                                              | Italia                                                               | Torneo amichevole                                                    | -                                                                    |                                                                      |
| 12-9-1986                                                            | Oslo                                                                 | Norvegia                                                             | 51 - 101                                                             | Italia                                                               | Qual. Euro 1987                                                      | -                                                                    |                                                                      |
| 13-9-1986                                                            | Oslo                                                                 | Scozia                                                               | 30 - 134                                                             | Italia                                                               | Qual. Euro 1987                                                      | -                                                                    |                                                                      |
| 14-9-1986                                                            | Oslo                                                                 | Polonia                                                              | 62 - 80                                                              | Italia                                                               | Qual. Euro 1987                                                      | -                                                                    | [ 17 ]                                                               |
| Totale                                                               |                                                                      | Presenze                                                             | 9                                                                    |                                                                      | Punti                                                                |                                                                      |                                                                      |

### 1987
| Cronologia completa delle presenze e dei punti in Nazionale - Italia | Cronologia completa delle presenze e dei punti in Nazionale - Italia | Cronologia completa delle presenze e dei punti in Nazionale - Italia | Cronologia completa delle presenze e dei punti in Nazionale - Italia | Cronologia completa delle presenze e dei punti in Nazionale - Italia | Cronologia completa delle presenze e dei punti in Nazionale - Italia | Cronologia completa delle presenze e dei punti in Nazionale - Italia | Cronologia completa delle presenze e dei punti in Nazionale - Italia |
| Data                                                                 | Città                                                                | In casa                                                              | Risultato                                                            | Ospiti                                                               | Competizione                                                         | Punti                                                                | Note                                                                 |
| -------------------------------------------------------------------- | -------------------------------------------------------------------- | -------------------------------------------------------------------- | -------------------------------------------------------------------- | -------------------------------------------------------------------- | -------------------------------------------------------------------- | -------------------------------------------------------------------- | -------------------------------------------------------------------- |
| 3-7-1987                                                             | Bari                                                                 | Italia                                                               | 61 - 56                                                              | Jugoslavia                                                           | Torneo amichevole                                                    | -                                                                    |                                                                      |
| 4-7-1987                                                             | Bari                                                                 | Italia                                                               | 72 - 69                                                              | Bulgaria                                                             | Torneo amichevole                                                    | -                                                                    |                                                                      |
| 5-7-1987                                                             | Bari                                                                 | Italia                                                               | 93 - 82                                                              | Rappr. cinese                                                        | Torneo amichevole                                                    | -                                                                    |                                                                      |
| 14-8-1987                                                            | Rapallo                                                              | Italia                                                               | 71 - 62                                                              | Germania Ovest                                                       | Torneo amichevole                                                    | -                                                                    |                                                                      |
| 15-8-1987                                                            | Santa Margherita Ligure                                              | Italia                                                               | 87 - 59                                                              | Finlandia                                                            | Torneo amichevole                                                    | -                                                                    |                                                                      |
| 16-8-1987                                                            | Rapallo                                                              | Italia                                                               | 79 - 85                                                              | Polonia                                                              | Torneo amichevole                                                    | -                                                                    |                                                                      |
| 24-8-1987                                                            | L'Aquila                                                             | Italia                                                               | 79 - 70                                                              | Spagna                                                               | Amichevole                                                           | -                                                                    |                                                                      |
| 27-8-1987                                                            | Orléans                                                              | Francia                                                              | 72 - 70                                                              | Italia                                                               | Torneo amichevole                                                    | -                                                                    |                                                                      |
| 28-8-1987                                                            | Orléans                                                              | Germania Ovest                                                       | 70 - 81                                                              | Italia                                                               | Torneo amichevole                                                    | -                                                                    |                                                                      |
| 30-8-1987                                                            | Orléans                                                              | Cina                                                                 | 89 - 97                                                              | Italia                                                               | Torneo amichevole                                                    | -                                                                    |                                                                      |
| 4-9-1987                                                             | El Puerto de Santa María                                             | Italia                                                               | 65 - 73                                                              | Jugoslavia                                                           | EuroBasket 1987 - Prima fase Girone B                                | -                                                                    |                                                                      |
| 5-9-1987                                                             | El Puerto de Santa María                                             | Italia                                                               | 87 - 69                                                              | Finlandia                                                            | EuroBasket 1987 - Prima fase Girone B                                | -                                                                    |                                                                      |
| 6-9-1987                                                             | El Puerto de Santa María                                             | Italia                                                               | 85 - 74                                                              | Bulgaria                                                             | EuroBasket 1987 - Prima fase Girone B                                | -                                                                    |                                                                      |
| 7-9-1987                                                             | El Puerto de Santa María                                             | Italia                                                               | 60 - 88                                                              | Cecoslovacchia                                                       | EuroBasket 1987 - Prima fase Girone B                                | -                                                                    |                                                                      |
| 8-9-1987                                                             | El Puerto de Santa María                                             | Spagna                                                               | 83 - 73                                                              | Italia                                                               | EuroBasket 1987 - Prima fase Girone B                                | -                                                                    |                                                                      |
| 10-9-1987                                                            | Cadice                                                               | Italia                                                               | 81 - 65                                                              | Francia                                                              | EuroBasket 1987 - Semifinali 5º-8º posto                             | -                                                                    |                                                                      |
| 11-9-1987                                                            | Cadice                                                               | Spagna                                                               | 87 - 102                                                             | Italia                                                               | EuroBasket 1987 - Finale 5º-6º posto                                 | -                                                                    |                                                                      |
| 28-12-1987                                                           | Faenza                                                               | Omsa Faenza                                                          | 56 - 70                                                              | Italia                                                               | Torneo amichevole                                                    | -                                                                    |                                                                      |
| 29-12-1987                                                           | Faenza                                                               | Italia                                                               | 67 - 70                                                              | Ungheria                                                             | Torneo amichevole                                                    | -                                                                    |                                                                      |
| 30-12-1987                                                           | Faenza                                                               | Italia                                                               | 77 - 73                                                              | Jugoslavia                                                           | Torneo amichevole                                                    | -                                                                    |                                                                      |
| Totale                                                               |                                                                      | Presenze                                                             | 20                                                                   |                                                                      | Punti                                                                |                                                                      |                                                                      |

### 1988
| Cronologia completa delle presenze e dei punti in Nazionale - Italia | Cronologia completa delle presenze e dei punti in Nazionale - Italia | Cronologia completa delle presenze e dei punti in Nazionale - Italia | Cronologia completa delle presenze e dei punti in Nazionale - Italia | Cronologia completa delle presenze e dei punti in Nazionale - Italia | Cronologia completa delle presenze e dei punti in Nazionale - Italia | Cronologia completa delle presenze e dei punti in Nazionale - Italia | Cronologia completa delle presenze e dei punti in Nazionale - Italia |
| Data                                                                 | Città                                                                | In casa                                                              | Risultato                                                            | Ospiti                                                               | Competizione                                                         | Punti                                                                | Note                                                                 |
| -------------------------------------------------------------------- | -------------------------------------------------------------------- | -------------------------------------------------------------------- | -------------------------------------------------------------------- | -------------------------------------------------------------------- | -------------------------------------------------------------------- | -------------------------------------------------------------------- | -------------------------------------------------------------------- |
| 29-4-1988                                                            | Udine                                                                | Italia                                                               | 66 - 74                                                              | Corea del Sud                                                        | Amichevole                                                           | -                                                                    |                                                                      |
| 9-5-1988                                                             | Catanzaro                                                            | Italia                                                               | 75 - 52                                                              | Paesi Bassi                                                          | Amichevole                                                           | -                                                                    |                                                                      |
| 11-5-1988                                                            | Catanzaro                                                            | Italia                                                               | 84 - 61                                                              | Svezia                                                               | Qual. Euro 1989 - Challenge Round                                    | -                                                                    |                                                                      |
| 12-5-1988                                                            | Catanzaro                                                            | Italia                                                               | 95 - 54                                                              | Israele                                                              | Qual. Euro 1989 - Challenge Round                                    | -                                                                    |                                                                      |
| 13-5-1988                                                            | Catanzaro                                                            | Italia                                                               | 58 - 49                                                              | Paesi Bassi                                                          | Qual. Euro 1989 - Challenge Round                                    | -                                                                    |                                                                      |
| 14-5-1988                                                            | Catanzaro                                                            | Italia                                                               | 75 - 53                                                              | Romania                                                              | Qual. Euro 1989 - Challenge Round                                    | -                                                                    |                                                                      |
| 15-5-1988                                                            | Catanzaro                                                            | Italia                                                               | 112 - 91                                                             | Polonia                                                              | Qual. Euro 1989 - Challenge Round                                    | -                                                                    |                                                                      |
| 24-5-1988                                                            | Hradec Králové                                                       | URSS B                                                               | 86 - 54                                                              | Italia                                                               | Torneo amichevole                                                    | -                                                                    |                                                                      |
| 25-5-1988                                                            | Hradec Králové                                                       | Cecoslovacchia                                                       | 68 - 62                                                              | Italia                                                               | Torneo amichevole                                                    | -                                                                    |                                                                      |
| 26-5-1988                                                            | Hradec Králové                                                       | Romania                                                              | 42 - 78                                                              | Italia                                                               | Torneo amichevole                                                    | -                                                                    |                                                                      |
| 30-5-1988                                                            | Roma                                                                 | Italia                                                               | 64 - 73                                                              | Spagna                                                               | Amichevole                                                           | -                                                                    |                                                                      |
| 6-6-1988                                                             | Ipoh                                                                 | Svezia                                                               | 65 - 78                                                              | Italia                                                               | Qual. Olimpiadi 1988 - Prima fase                                    | -                                                                    |                                                                      |
| 7-6-1988                                                             | Ipoh                                                                 | Irlanda                                                              | 31 - 74                                                              | Italia                                                               | Qual. Olimpiadi 1988 - Prima fase                                    | -                                                                    |                                                                      |
| 8-6-1988                                                             | Ipoh                                                                 | Cecoslovacchia                                                       | 84 - 83                                                              | Italia                                                               | Qual. Olimpiadi 1988 - Prima fase                                    | -                                                                    |                                                                      |
| 9-6-1988                                                             | Ipoh                                                                 | Giappone                                                             | 81 - 95                                                              | Italia                                                               | Qual. Olimpiadi 1988 - Prima fase                                    | -                                                                    |                                                                      |
| 10-6-1988                                                            | Ipoh                                                                 | Canada                                                               | 68 - 73                                                              | Italia                                                               | Qual. Olimpiadi 1988 - Prima fase                                    | -                                                                    |                                                                      |
| 13-6-1988                                                            | Kuala Lumpur                                                         | Australia                                                            | 62 - 57                                                              | Italia                                                               | Qual. Olimpiadi 1988 - Seconda fase                                  | -                                                                    |                                                                      |
| 14-6-1988                                                            | Kuala Lumpur                                                         | Polonia                                                              | 83 - 76                                                              | Italia                                                               | Qual. Olimpiadi 1988 - Seconda fase                                  | -                                                                    |                                                                      |
| 15-6-1988                                                            | Kuala Lumpur                                                         | Cina                                                                 | 108 - 79                                                             | Italia                                                               | Qual. Olimpiadi 1988 - Seconda fase                                  | -                                                                    |                                                                      |
| 17-6-1988                                                            | Kuala Lumpur                                                         | Unione Sovietica                                                     | 99 - 75                                                              | Italia                                                               | Qual. Olimpiadi 1988 - Seconda fase                                  | -                                                                    |                                                                      |
| 18-6-1988                                                            | Kuala Lumpur                                                         | Jugoslavia                                                           | 82 - 79                                                              | Italia                                                               | Qual. Olimpiadi 1988 - Seconda fase                                  | -                                                                    |                                                                      |
| 19-6-1988                                                            | Kuala Lumpur                                                         | Bulgaria                                                             | 77 - 79                                                              | Italia                                                               | Qual. Olimpiadi 1988 - Seconda fase                                  | -                                                                    | [ 18 ]                                                               |
| Totale                                                               |                                                                      | Presenze                                                             | 22                                                                   |                                                                      | Punti                                                                |                                                                      |                                                                      |

### 1989
| Cronologia completa delle presenze e dei punti in Nazionale - Italia | Cronologia completa delle presenze e dei punti in Nazionale - Italia | Cronologia completa delle presenze e dei punti in Nazionale - Italia | Cronologia completa delle presenze e dei punti in Nazionale - Italia | Cronologia completa delle presenze e dei punti in Nazionale - Italia | Cronologia completa delle presenze e dei punti in Nazionale - Italia | Cronologia completa delle presenze e dei punti in Nazionale - Italia | Cronologia completa delle presenze e dei punti in Nazionale - Italia |
| Data                                                                 | Città                                                                | In casa                                                              | Risultato                                                            | Ospiti                                                               | Competizione                                                         | Punti                                                                | Note                                                                 |
| -------------------------------------------------------------------- | -------------------------------------------------------------------- | -------------------------------------------------------------------- | -------------------------------------------------------------------- | -------------------------------------------------------------------- | -------------------------------------------------------------------- | -------------------------------------------------------------------- | -------------------------------------------------------------------- |
| 19-5-1989                                                            | Toledo                                                               | Cina                                                                 | 115 - 93                                                             | Italia                                                               | Torneo amichevole                                                    | -                                                                    |                                                                      |
| 20-5-1989                                                            | Toledo                                                               | Spagna                                                               | 59 - 62                                                              | Italia                                                               | Torneo amichevole                                                    | -                                                                    |                                                                      |
| 21-5-1989                                                            | Toledo                                                               | Ungheria                                                             | 58 - 56                                                              | Italia                                                               | Torneo amichevole                                                    | -                                                                    |                                                                      |
| 27-5-1989                                                            | Pescara                                                              | Italia                                                               | 99 - 94                                                              | Spagna                                                               | Torneo amichevole                                                    | -                                                                    |                                                                      |
| 28-5-1989                                                            | Pescara                                                              | Italia                                                               | 77 - 80                                                              | Cina                                                                 | Torneo amichevole                                                    | -                                                                    |                                                                      |
| 29-5-1989                                                            | Pescara                                                              | Italia                                                               | 66 - 80                                                              | Jugoslavia                                                           | Torneo amichevole                                                    | -                                                                    |                                                                      |
| 8-6-1989                                                             | Como                                                                 | Italia                                                               | 94 - 60                                                              | Germania Ovest                                                       | Amichevole                                                           | -                                                                    |                                                                      |
| 13-6-1989                                                            | Varna                                                                | Paesi Bassi                                                          | 52 - 67                                                              | Italia                                                               | EuroBasket 1989 - Turno preliminare Gruppo A                         | -                                                                    |                                                                      |
| 14-6-1989                                                            | Varna                                                                | Unione Sovietica                                                     | 79 - 48                                                              | Italia                                                               | EuroBasket 1989 - Turno preliminare Gruppo A                         | -                                                                    |                                                                      |
| 15-6-1989                                                            | Varna                                                                | Italia                                                               | 51 - 67                                                              | Cecoslovacchia                                                       | EuroBasket 1989 - Turno preliminare Gruppo A                         | -                                                                    |                                                                      |
| 17-6-1989                                                            | Varna                                                                | Ungheria                                                             | 62 - 77                                                              | Italia                                                               | EuroBasket 1989 - Semifinali 5º-8º posto                             | -                                                                    |                                                                      |
| 18-6-1989                                                            | Varna                                                                | Paesi Bassi                                                          | 42 - 51                                                              | Italia                                                               | EuroBasket 1989 - Finale 5º-6º posto                                 | -                                                                    |                                                                      |
| 28-12-1989                                                           | Ancona                                                               | Italia                                                               | 86 - 57                                                              | Germania Ovest                                                       | Torneo amichevole                                                    | -                                                                    |                                                                      |
| 29-12-1989                                                           | Ancona                                                               | Italia                                                               | 62 - 52                                                              | Ungheria                                                             | Torneo amichevole                                                    | -                                                                    |                                                                      |
| 30-12-1989                                                           | Ancona                                                               | Italia                                                               | 68 - 88                                                              | Jugoslavia                                                           | Torneo amichevole                                                    | -                                                                    |                                                                      |
| Totale                                                               |                                                                      | Presenze                                                             | 15                                                                   |                                                                      | Punti                                                                |                                                                      |                                                                      |

### 1990
| Cronologia completa delle presenze e dei punti in Nazionale - Italia | Cronologia completa delle presenze e dei punti in Nazionale - Italia | Cronologia completa delle presenze e dei punti in Nazionale - Italia | Cronologia completa delle presenze e dei punti in Nazionale - Italia | Cronologia completa delle presenze e dei punti in Nazionale - Italia | Cronologia completa delle presenze e dei punti in Nazionale - Italia | Cronologia completa delle presenze e dei punti in Nazionale - Italia | Cronologia completa delle presenze e dei punti in Nazionale - Italia |
| Data                                                                 | Città                                                                | In casa                                                              | Risultato                                                            | Ospiti                                                               | Competizione                                                         | Punti                                                                | Note                                                                 |
| -------------------------------------------------------------------- | -------------------------------------------------------------------- | -------------------------------------------------------------------- | -------------------------------------------------------------------- | -------------------------------------------------------------------- | -------------------------------------------------------------------- | -------------------------------------------------------------------- | -------------------------------------------------------------------- |
| 6-5-1990                                                             | Latina                                                               | Italia                                                               | 54 - 65                                                              | Paesi Bassi                                                          | Amichevole                                                           | -                                                                    |                                                                      |
| 9-5-1990                                                             | Danzica                                                              | Svezia                                                               | 65 - 70                                                              | Italia                                                               | Qual. Euro 1991 - Challenge Round                                    | -                                                                    |                                                                      |
| 10-5-1990                                                            | Danzica                                                              | Polonia                                                              | 59 - 84                                                              | Italia                                                               | Qual. Euro 1991 - Challenge Round                                    | -                                                                    |                                                                      |
| 11-5-1990                                                            | Danzica                                                              | Germania Ovest                                                       | 61 - 71                                                              | Italia                                                               | Qual. Euro 1991 - Challenge Round                                    | -                                                                    |                                                                      |
| 12-5-1990                                                            | Danzica                                                              | Romania                                                              | 58 - 74                                                              | Italia                                                               | Qual. Euro 1991 - Challenge Round                                    | -                                                                    |                                                                      |
| 13-5-1990                                                            | Danzica                                                              | Francia                                                              | 63 - 69                                                              | Italia                                                               | Qual. Euro 1991 - Challenge Round                                    | -                                                                    |                                                                      |
| 7-6-1990                                                             | Firenze                                                              | Italia                                                               | 75 - 84                                                              | Canada                                                               | Amichevole                                                           | -                                                                    |                                                                      |
| 9-6-1990                                                             | Lucca                                                                | Italia                                                               | 82 - 69                                                              | Canada                                                               | Amichevole                                                           | -                                                                    |                                                                      |
| 12-6-1990                                                            | Plovdiv                                                              | Francia                                                              | 64 - 57                                                              | Italia                                                               | Torneo amichevole                                                    | -                                                                    |                                                                      |
| 13-6-1990                                                            | Plovdiv                                                              | Jugoslavia                                                           | 85 - 73                                                              | Italia                                                               | Torneo amichevole                                                    | -                                                                    |                                                                      |
| 14-6-1990                                                            | Plovdiv                                                              | Bulgaria                                                             | 82 - 75                                                              | Italia                                                               | Torneo amichevole                                                    | -                                                                    |                                                                      |
| 15-6-1990                                                            | Plovdiv                                                              | Cecoslovacchia                                                       | 65 - 75                                                              | Italia                                                               | Torneo amichevole                                                    | -                                                                    |                                                                      |
| 16-6-1990                                                            | Plovdiv                                                              | Canada                                                               | 64 - 60                                                              | Italia                                                               | Torneo amichevole                                                    | -                                                                    |                                                                      |
| 28-6-1990                                                            | Capo d'Orlando                                                       | Italia                                                               | 84 - 69                                                              | Francia                                                              | Torneo amichevole                                                    | -                                                                    |                                                                      |
| 29-6-1990                                                            | Capo d'Orlando                                                       | Italia                                                               | 89 - 64                                                              | Polonia                                                              | Torneo amichevole                                                    | -                                                                    |                                                                      |
| 30-6-1990                                                            | Capo d'Orlando                                                       | Italia                                                               | 59 - 73                                                              | Stati Uniti                                                          | Torneo amichevole                                                    | -                                                                    |                                                                      |
| 12-7-1990                                                            | Kuching                                                              | Bulgaria                                                             | 63 - 67                                                              | Italia                                                               | Mondiali 1990 - Primo turno - Gruppo A                               | -                                                                    |                                                                      |
| 13-7-1990                                                            | Kuching                                                              | Italia                                                               | 59 - 66                                                              | Australia                                                            | Mondiali 1990 - Primo turno - Gruppo A                               | -                                                                    |                                                                      |
| 14-7-1990                                                            | Kuching                                                              | Italia                                                               | 107 - 48                                                             | Malaysia                                                             | Mondiali 1990 - Primo turno - Gruppo A                               | -                                                                    |                                                                      |
| 17-7-1990                                                            | Kuala Lumpur                                                         | Italia                                                               | 78 - 81                                                              | Giappone                                                             | Mondiali 1990 - Fase di classificazione - Gruppo C                   | -                                                                    |                                                                      |
| 18-7-1990                                                            | Kuala Lumpur                                                         | Zaire                                                                | 64 - 74                                                              | Italia                                                               | Mondiali 1990 - Fase di classificazione - Gruppo C                   | -                                                                    |                                                                      |
| 19-7-1990                                                            | Kuala Lumpur                                                         | Italia                                                               | 70 - 81                                                              | Corea del Sud                                                        | Mondiali 1990 - Fase di classificazione - Gruppo C                   | -                                                                    |                                                                      |
| 21-7-1990                                                            | Kuala Lumpur                                                         | Italia                                                               | 128 - 60                                                             | Malaysia                                                             | Mondiali 1990 - Semifinali 13º-16º                                   | -                                                                    |                                                                      |
| 22-7-1990                                                            | Kuala Lumpur                                                         | Italia                                                               | 76 - 57                                                              | Senegal                                                              | Mondiali 1990 - Finale 13º-14º                                       | -                                                                    |                                                                      |
| 20-11-1990                                                           | Cesena                                                               | Ahena Conad Cesena                                                   | 94 - 90                                                              | Italia                                                               | Amichevole                                                           | -                                                                    |                                                                      |
| Totale                                                               |                                                                      | Presenze                                                             | 25                                                                   |                                                                      | Punti                                                                |                                                                      |                                                                      |